# Benno Elkan

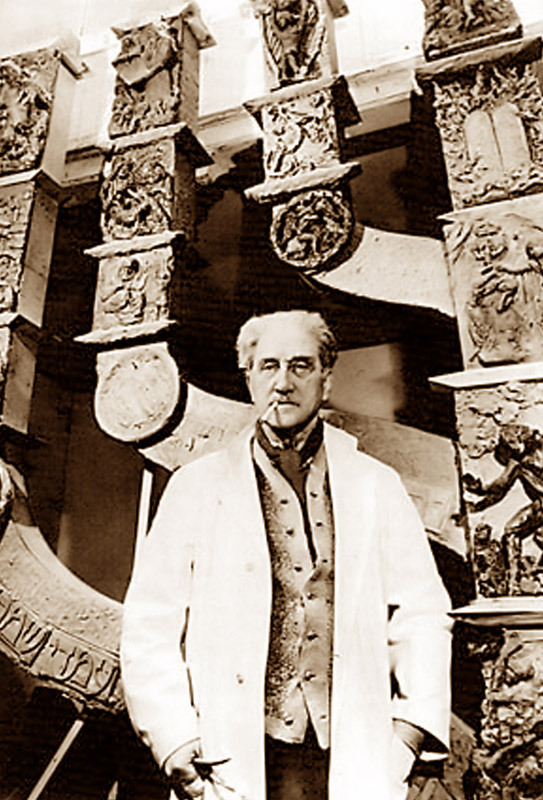
Benno Elkan in seinem Atelier in London während der Arbeit an der Menora für die Knesset

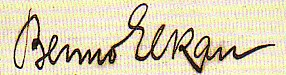
Unterschrift auf der Gründungsurkunde des FC Bayern München (1900)

Benno Elkan OBE (* 2. Dezember 1877 in Dortmund; † 10. Januar 1960 in London) war ein deutscher Bildhauer, der die Große Menora vor der Knesset in Jerusalem und zahlreiche Denkmale, Büsten und Medaillen in Deutschland und England schuf. Elkan begann sein Schaffen als Bildhauer in seiner Heimatstadt Dortmund mit Grabdenkmalen. Später porträtierte er Militärs, Staatsmänner, Wissenschaftler und Künstler, vor allem aus Deutschland, Frankreich und England in Büsten und Medaillen. Elkan erhielt als jüdischer Künstler 1935 Berufsverbot. 1937 wurden in der Aktion „Entartete Kunst“ nachweislich zwei seiner Plastiken aus öffentlichen Sammlungen beschlagnahmt.
Elkan emigrierte nach London. In Deutschland war er zunächst vergessen, bis seine Werke in den 1950er-Jahren erneut in Ausstellungen gezeigt wurden. Elkans Schaffen ist keiner festen Stilrichtung zuzuordnen. Erst in den letzten Jahren wurde er auch als einer der ersten deutschen Fußballpioniere bekannt.

## Leben

### Kindheit und Jugend in Dortmund
Elkan war das einzige Kind des Schneidermeisters Salomon Elkan, Mitinhaber eines Herrentextilgeschäftes in der Dortmunder Innenstadt, und dessen Frau Rosalie (* 1861 in Heidelberg). Hier besuchte er auch das Städtische Gymnasium (damals „Schola Tremoniae“) bis zum „Einjährigen“. Dortmund war zur Jugendzeit Elkans eine Stadt, in der sich die kleine jüdische Gemeinde (1.306 von 90.000 Einwohnern im Jahre 1890) erfolgreich etablieren konnte, wofür der Bau einer großen Synagoge und die Integration eines jüdischen Bereichs auf dem Ostenfriedhof Indizien waren. Soweit bekannt nahm Benno Elkan am Leben der jüdischen Gemeinde teil, feierte seine Bar Mitzwa und besuchte am Gymnasium den jüdischen Religionsunterricht.

### Wanderjahre

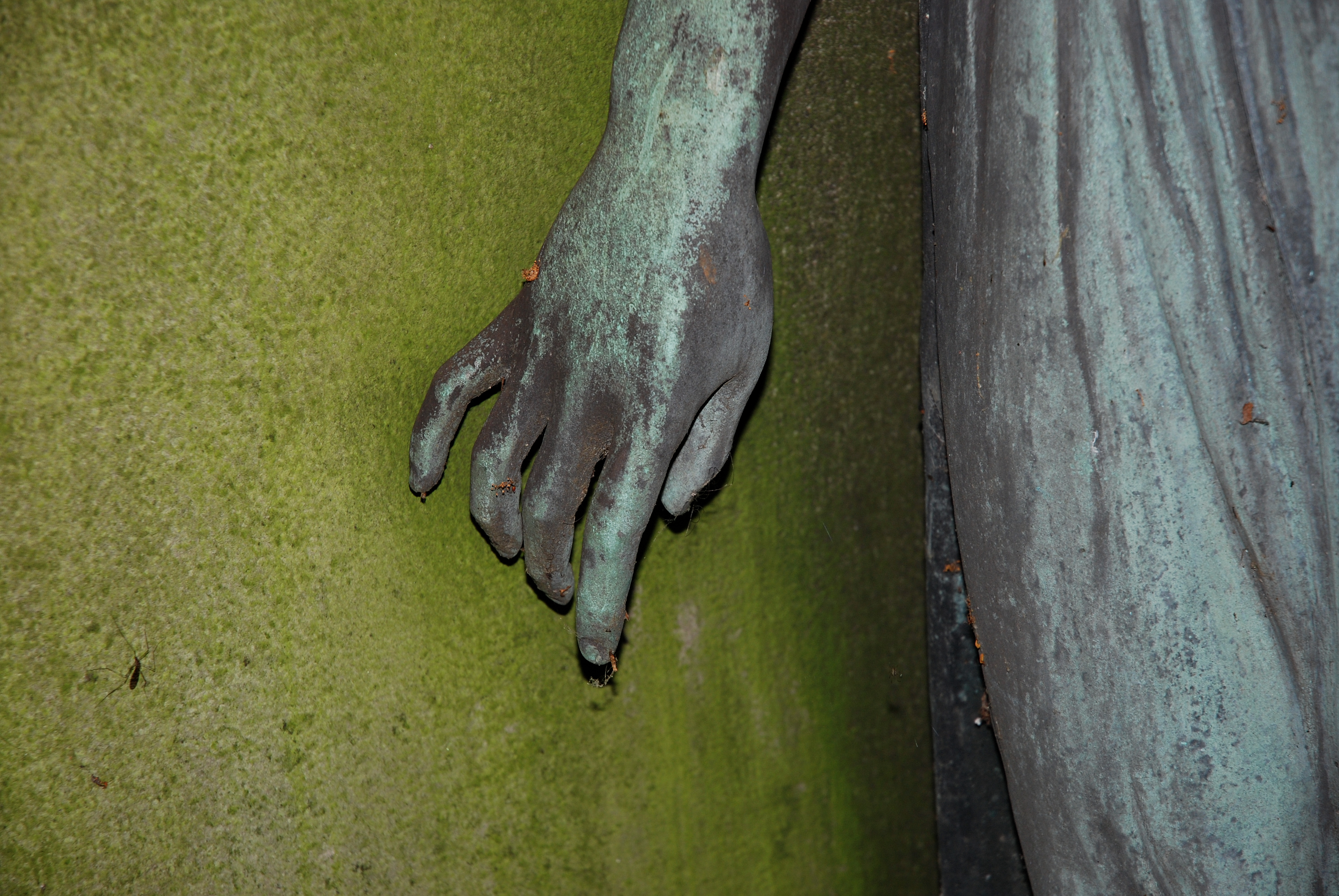
Die Wandelnde, 1904, Ostenfriedhof Dortmund, Wk-Nr. 108, Detail

Um seine Sprachkenntnisse zu verbessern, besuchte Elkan nach der Mittleren Reife 1893/94 für ein Jahr das seit 1880 bestehende elitäre Knabenpensionat Château du Rosey in Rolle am Genfersee. Hier lernte er den Fußball durch seine englischen Mitschüler kennen und lieben. Mit einigen Gleichgesinnten gründete Benno Elkan 1895 den Dortmunder FC 95, später Dortmunder SC 95 (heute nach Fusion TSC Eintracht Dortmund), und damit Dortmunds ältesten Fußballclub.
In Antwerpen übte er kurz eine kaufmännische Tätigkeit aus, brach sie aber mit Einverständnis seiner Eltern ab, um sich zunächst ab Dezember 1897 in München auf der privaten Kunstschule des Malers Walter Thor auf die Aufnahmeprüfung der Kunstakademie vorzubereiten. Nach bestandener Prüfung Ostern 1898 studierte er an der Kunstakademie bei dem Maler Johann Caspar Herterich. Am 27. Februar 1900 war er eines von 17 Gründungsmitgliedern des FC Bayern München. Im selben Jahr leistete er seinen Militärdienst als Einjährig-Freiwilliger ab und setzte danach 1901 in Karlsruhe bei dem Maler Friedrich Fehr sein Kunststudium fort.
Dort fasste er 1903 den Entschluss, sich fortan ausschließlich der Bildhauerei zu widmen. Der erste Auftrag als Bildhauer erreichte Benno Elkan aus seiner Heimatstadt Dortmund. Der damalige Chefredakteur des Dortmunder General-Anzeigers, Karl Richter, ließ den jungen Bildhauer eine lebensgroße Frauenfigur für das Grab der Familie Richter-Seippel erstellen. Die so entstandene Figur „Wandelnde“, die das Leben als tastende Suche nach dem richtigen Weg symbolisiert, ist auf dem Ostenfriedhof Dortmund erhalten. Obwohl Elkan als Bildhauer Autodidakt war, zeigte sich das Dortmunder Publikum beeindruckt.
In Karlsruhe begegnete Elkan auch seiner zukünftigen Frau, der Pianistin Hedwig Einstein, einer Schwester des Kunsthistorikers Carl Einstein, die er 1907 heiratete.

### Paris

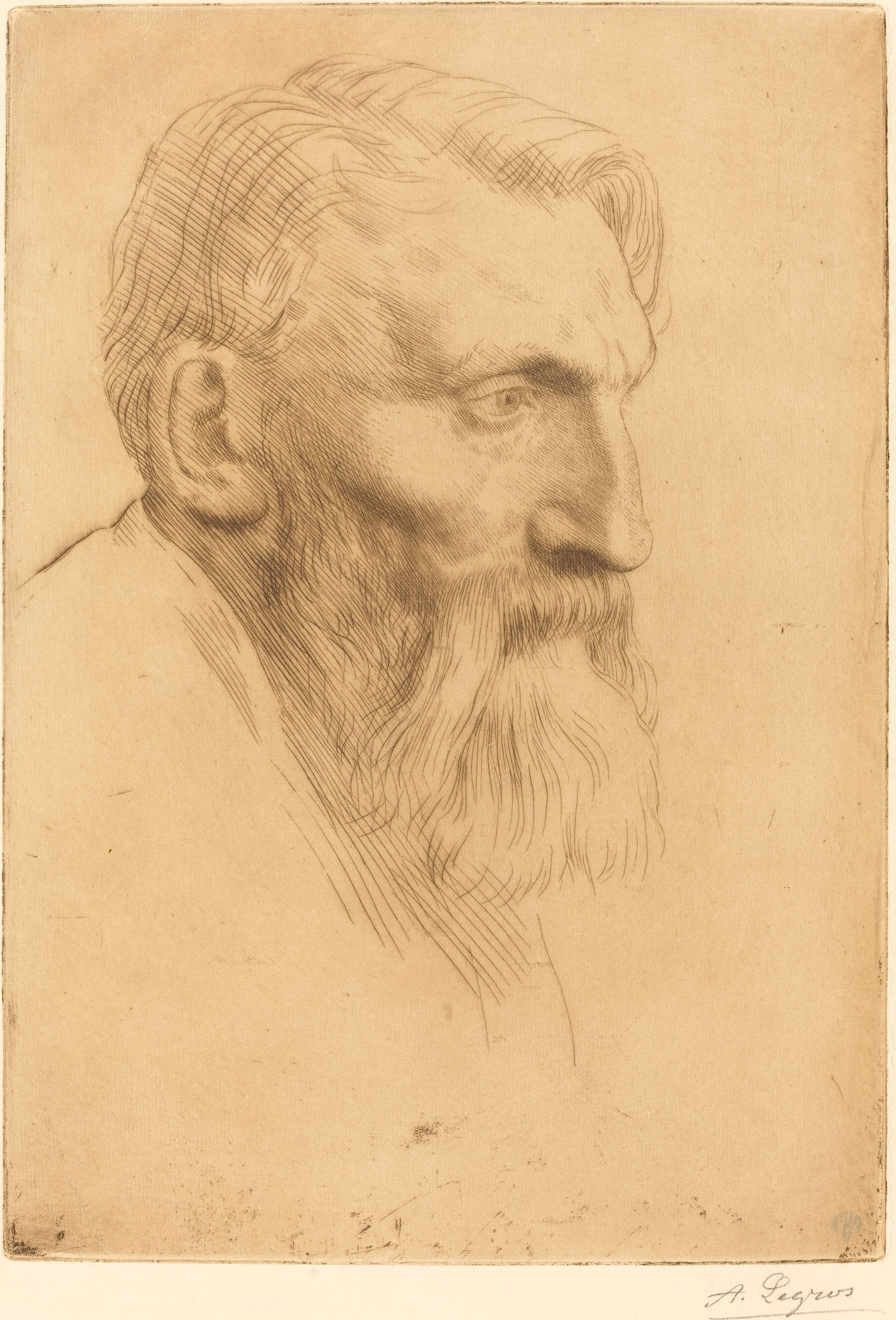
Auguste Rodin, Radierung von Alphonse Legros

Anfang des Jahres 1905 ging Elkan nach Paris, wo er in einem Atelierhaus mit dem Bildhauer Julius Steiner und dem amerikanischen Maler Patrick Henry Bruce wohnte. Schon 1905 konnte Elkan in einer Ausstellung der Société nationale des beaux-arts einige Werke zeigen. In der französischen Hauptstadt begegnete er Auguste Rodin, der den jungen Bildhauer tief beeindruckte. Benno Elkan schreibt über eine Begegnung mit Rodin:

„Ich war […] tief bewegt, ich, der ich um meinen eigenen Weg kämpfte, stand hier der letzten Vollendung gegenüber, dem Inbegriff der Stärke, dem Künstler, der in sich selbst den lebendigen Arm vieler Jahrhunderte verkörperte.“

Elkans Pariser Werke zeigen jedoch zunächst kaum etwas von Rodins Einfluss. Die Wirkung Rodins zeigt sich eher im Spätwerk Elkans, etwa in den erzählenden Werken wie den großen Kirchenleuchtern mit Bildern aus der Bibel, die auch von Lorenzo Ghibertis Paradiespforte am Baptisterium des Florentiner Doms beeinflusst sind. In Elkans letztem Werk, dem Mahnmal für die Opfer des Bombenkrieges, findet sich das Vorbild von Rodins Höllentor wieder. In den Pariser Werken wie der Skulptur „Flötenspieler“ (1906) zeigen sich eher zeitgenössische Einflüsse des Jugendstils.
Obwohl Elkan intensiv Eindrücke aus der Pariser Umgebung aufnahm, schloss er sich keiner der modernen Strömungen oder Gruppen an. Eine Freundschaft entwickelte sich zu dem expressionistischen Maler Jules Pascin (eigentlich Julius Mordecai Pinkas), der bereits für den Simplicissimus gezeichnet hatte. Gleichzeitig hielt Elkan aber die Kontakte nach Karlsruhe, wo seine Verlobte wohnte, und nach Dortmund aufrecht und schuf weitere Grabmäler für den Dortmunder Ostfriedhof. Bei einem Besuch baute er auch erste Kontakte zu seinem Förderer Karl Ernst Osthaus auf, den er auf seine Denkmale auf dem Ostenfriedhof Dortmund hinwies. Menzel-Severing nimmt in seiner Dissertation über Elkan an, dass dessen Teilnahme an der Deutschen Kunstausstellung 1906 in Köln auf die Unterstützung von Osthaus zurückgehe.
1906 gestaltete Elkan dann seine erste Einzelausstellung. Im alten Dortmunder Rathaus zeigte er Büsten und Skulpturen. Es blieb bis nach dem Zweiten Weltkrieg die einzige Ausstellung Elkans in seiner Vaterstadt, obwohl Elkan durchaus an Ausstellungen teilnahm, etwa 1908, 1910 und 1912 in der Kunsthalle Bremen (schon wegen seiner Mitgliedschaft im Deutschen Künstlerbund), 1915 in Wiesbaden zur Museumseröffnung oder die 25. DKB-Jahresausstellung 1929 im Kölner Staatenhaus, wo er die im Jahr zuvor geschaffene Bronzeplastik Tatjana Barbakoff zeigte.

### Rom

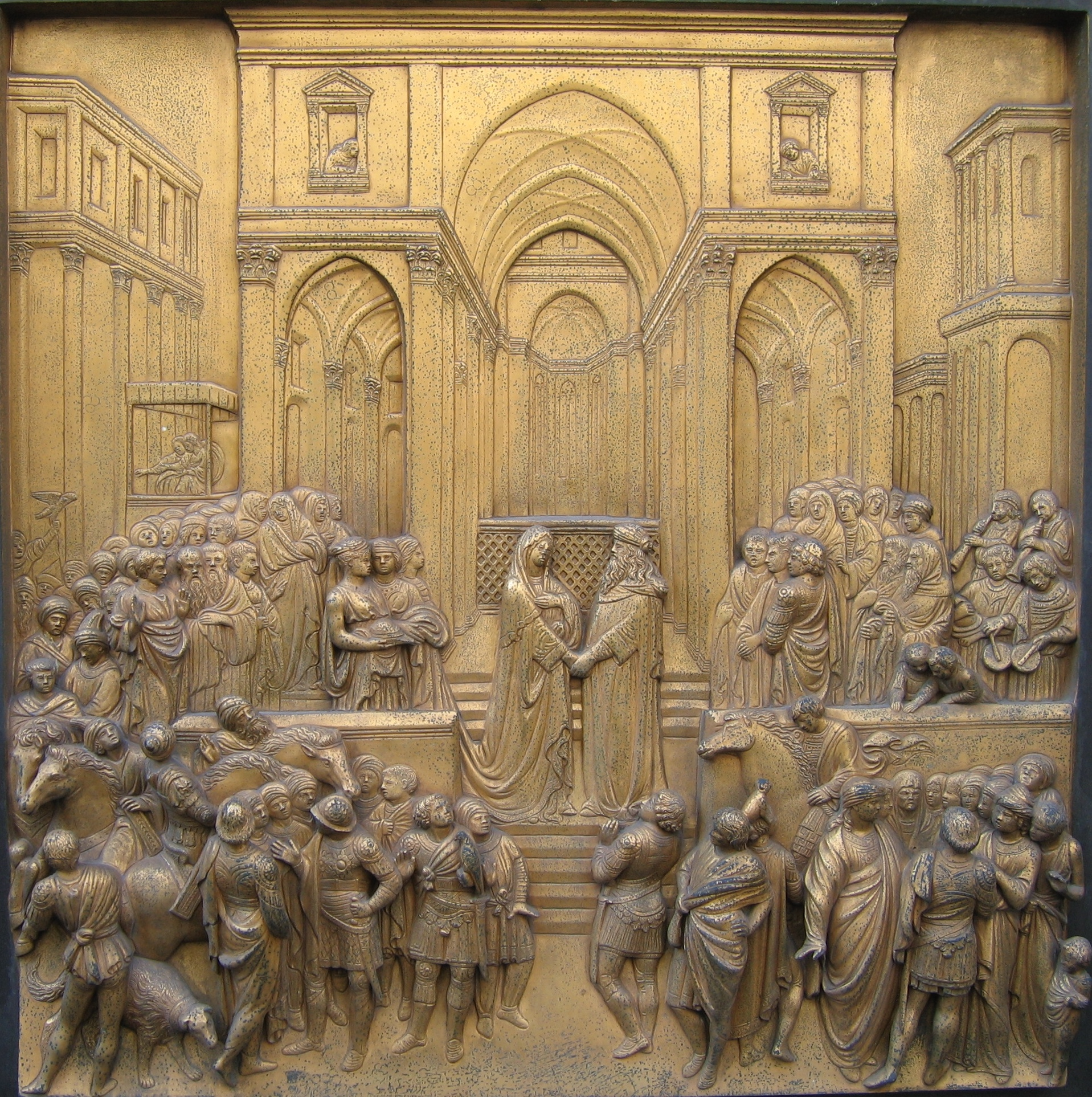
Lorenzo Ghiberti, Paradiestür: Salomon trifft die Königin von Saaba. Baptisterium San Giovanni, Florenz

1907 bis 1911 lebte Elkan mit seiner Frau in Rom, nachdem er den Rom-Preis der Michael-Beer-Stiftung gewonnen hatte. Von 1907 bis 1909 wurde Elkan ein Atelier auf dem Gelände der Villa Strohl-Fern zur Verfügung gestellt. Sie lebten dort in einem Palazzo, der zu dem Palast Papst Julius’ III. gehörte, das Atelier lag in der Via Quattro Fontane. In Italien unternahm Elkan verschiedene Reisen, u. a. nach Neapel und Florenz. Er studierte intensiv die Bildhauerei der Renaissance.
1910 wurde die älteste Tochter Ursula geboren (die spätere Frau des Pianisten der Comedian Harmonists Erwin Bootz), drei Jahre später der Sohn Wolf.
Auch in Rom bearbeitete Elkan Aufträge aus Dortmund, so die Grabplastik Todesgang und die Persephone-Skulpturen. Besonders deutlich werden die Einflüsse der italienischen Umgebung in der großen Grabplastik Bergpredigt (1909), einem dreiteiligen Relief für das Grab von Pfarrer Karl Evertsbusch in Bad Godesberg. Das Relief stellt in der mittleren Tafel den predigenden Jesus, rechts die Anhänger, links die Gegner dar. Die Übergänge zwischen den Tafeln realisierte Elkan nach dem Vorbild von Donatellos Relief im Altar von Dom S. Antonio in Padua durch große Figuren. Die malerische Gestaltung des Reliefgrundes ist angeregt durch Ghibertis Paradiestüren.
In Rom arbeitete Elkan in bewusster Auseinandersetzung mit der Antike zum ersten Mal mit Stein. Bei der Abreise aus Rom nahm er Material aus antiken Ruinen mit.

### Alsbach an der Bergstraße
Nach seiner Rückkehr aus Rom lebte Elkan von 1911 bis 1919 zunächst in Alsbach bei Darmstadt in einem eigenen Haus, wo ihn 1912 von Heidelberg aus Friedrich Burschell und Ernst Blass besuchten. In Alsbach erstellte Elkan verschiedene Auftragsarbeiten, etwa die Medaillen zum Tode Gustav Mahlers oder mit dem Porträt Frank Wedekinds. Er fertigte auch neue Porträtbüsten, zum Beispiel 1912 das Bildnis Alfred Flechtheims. Für den jüdischen Friedhof an der Roßweide in Wickrath, heute ein Ortsteil von Mönchengladbach, gestaltete Elkan 1912 das erste seiner großen Steindenkmale, den „Stein der Klage“, der bildlich an das Dortmunder Denkmal „Todesgang“ in Dortmund anknüpfte.
In der Alsbacher Zeit hielt Elkan auch enge Verbindung zu dem Schriftsteller René Schickele, der den Namen Elkans, leicht verfremdet, für ein unvollendetes Romanprojekt verwendete: „Benkal, der Frauentröster“ (Leipzig 1914).
1914 wurde Elkan zum Militärdienst eingezogen. Bis zu einer Choleraerkrankung diente er als Versorgungsoffizier in Polen, später bei der Postüberwachung in Frankfurt am Main. Elkan hielt seine polnischen Kriegseindrücke in dem Buch „Polnische Nachtstücke“ fest, das er mit düsteren Federzeichnungen illustrierte. Bemerkenswert ist in diesem Zusammenhang Elkans Medaille zum Gedenken an Generalfeldmarschall August von Mackensen.

### Frankfurter Jahre
Ab Oktober 1919 wohnte die Familie in Frankfurt am Main, wo sich Elkan im Kulturleben etablieren konnte. Das Haus in Alsbach behielt die Familie als Sommerresidenz. Bereits 1919 war er Vorsitzender des Künstlerrats in Frankfurt, der die Interessen der Künstler beim Magistrat der Stadt vertreten sollte. Elkan schreibt, dass der Künstlerrat erreichte, „daß viele Aufträge für städtische Rechnung gegeben wurden.“ Menzel-Severing legt nahe, dass Elkan in der unmittelbaren Nachkriegszeit Anhänger des Spartakusbundes gewesen sei.
Benno Elkan führte ein großes Haus im bürgerlichen Frankfurt-Westend, in dem er zahlreiche Gäste aus dem Kulturleben empfing. Sein Atelier lag in der Karmelitergasse im Kreuzgang des Karmeliterklosters.

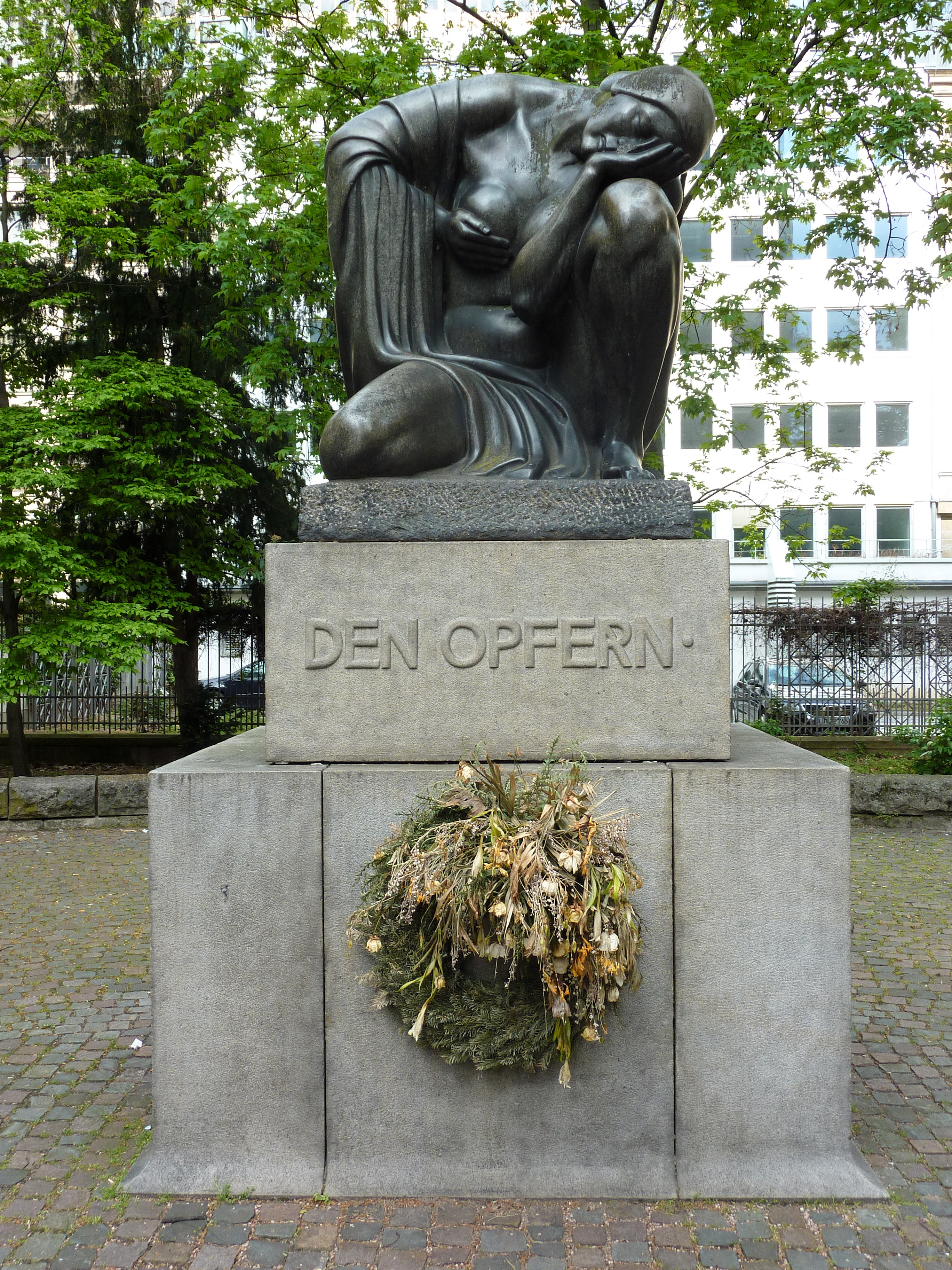
Mahnmal Heldenklage („Den Opfern“) in der Frankfurter Gallusanlage

Im Jahre 1919 erhielt Elkan von der Stadt Frankfurt den Auftrag, ein Mahnmal für die Opfer des Ersten Weltkriegs zu schaffen. Elkan entwarf zunächst eine monumentale, 40 Meter hohe Stele mit dem Relief eines Jünglings. Daten und Fakten aus den Jahren 1913 und 1919 sollten im Vergleich die verheerenden Folgen des Weltkriegs deutlich machen.
Dieser pazifistische Entwurf wurde nicht realisiert; die Stadt Frankfurt kaufte stattdessen Elkans 1913/14 in Alsbach entstandene Skulptur Heldenklage. Am 3. Oktober 1920 wurde das Denkmal an der Ecke Kaiserstraße/Gallusanlage eingeweiht. Das Denkmal geriet in die Kritik nationaler Kreise, da es mit der Inschrift „Den Opfern“ und der trauernden Mutterfigur mit der Tradition martialischer Kriegerdenkmale brach.

„Die einzige Inschrift war: ‚Den Opfern.‘ Dieses Denkmal wurde bald in Deutschland und jenseits der deutschen Grenzen ziemlich berühmt, weil es den universellen Schmerz und die universellen Opfer auszudrücken schien, die der Krieg für jeden, für jede Ehefrau und jede Mutter in jedem Land gebracht hatte. Aber schon bald nach der Enthüllung dieses Denkmals begannen einige kleinere Zeitungen einer Gruppe, die sich damals ‚Deutsch-völkisch‘ nannte, meinen Vater anzugreifen und sein Denkmal als ‚undeutsch‘ zu bezeichnen.“

Benno Elkan ließ sich von der nationalistischen Kritik nicht einschüchtern. Als die Stadt Völklingen beschloss, ein Denkmal für die Opfer des Ersten Weltkriegs errichten zu lassen, übernahm er den Auftrag. Auch das Völklinger Denkmal zeigte eine trauernde Frauenfigur, die Elkan doppelt lebensgroß in poliertem, schwarzen Odenwaldgranit ausführte. Die auf dem Boden hockende Trauernde schmiegte ihren nach rechts geneigten Kopf in die Hände. Die Inschrift auf dem hellgrauen, fast weißen Sockel lautete „Allen Opfern“ und machte die Intention des Denkmals in Frankfurt nochmals explizit deutlich. Das Denkmal wurde am 7. Juni 1925 zusammen mit dem verlagerten Kriegerdenkmal für den Deutsch-Französischen Krieg 1870/71 eröffnet. In seiner Einweihungsrede interpretierte der damalige Völklinger Bürgermeister Karl Janssen die Inschrift so, dass „alle Opfer materieller und ideeller Art“ gemeint seien, also nicht die des Gegners. Dabei betonte er die Zugehörigkeit des Saarlandes zu einem demokratischen Deutschland.
Auch in Völklingen wurde gegen das Denkmal von nationalen Kreisen, vor allem von der Deutsch-Völkischen Freiheitspartei und dem Deutschnationalen Jugendbund, protestiert. Trotz der heftigen Kritik deutschnationaler Kreise wurde der starke Ausdruck der Trauer, den das Denkmal vermittelte, zum Anlass für eine Replik: In der Gemeinde Cunewalde im Kreis Bautzen wurde 1929 eine etwa halb so große Variante der Völklinger Figur aufgestellt, diesmal in Bronze. Die Inschrift wurde um die Jahreszahlen des Ersten Weltkriegs ergänzt. Auf einem Zwischensockel wurden die Namen von 109 Gefallenen aus der Region eingraviert. Eine weitere, 90 cm hohe Replik der Skulptur findet sich auf dem Grab von Hedwig und Benno Elkan auf dem Liberal Jewish Cemetery von Willesden Green im London Borough of Brent. Benno Elkan hatte die Völklinger Skulptur als seine „vielleicht schönste Figur“ bezeichnet.
In den späten 1920er Jahren fand Elkans Werk zunehmende Beachtung. So wurde er zu einer repräsentativen Ausstellung „Deutsche Kunst“ im Kunstpalast Düsseldorf (2. Mai bis Oktober 1928) eingeladen, die führende Künstler der Moderne aus Deutschland, Deutschösterreich und der Schweiz zusammenbrachte. Elkan erzielte jetzt hohe Honorare für seine Arbeiten, um die 5.000 Reichsmark kostete ein Bronzeporträt. In Frankfurt gewann Elkan einen großen Freundeskreis, er sammelte selbst Gegenwartskunst und interessierte sich für Musik, Theater und Literatur. Er veröffentlichte kunsttheoretische Beiträge in der Zeitschrift Deutsche Kunst und Dekoration und verfasste literarische Werke, die er selbst illustrierte, etwa 1918 die Sammlung Polnische Nachtstücke zu seinen Kriegsimpressionen in Polen oder 1926 das Werk Spanien, von einem Künstler gesehen. Unveröffentlicht im Nachlass fand sich ein weiteres Reisemanuskript mit dem Titel Kunstreise durch Frankreich. 1921 veröffentlichte er das Kinderbuch Die Große Reise der Tante Clementine, 1927 schrieb er das Libretto zu Ernst Tochs Oper Die Prinzessin auf der Erbse.

Das Befreiungsdenkmal (Mainz), 1930.

1930 erregte erneut eine politisch motivierte Arbeit Elkans großes Aufsehen. In Anwesenheit von Reichspräsident Paul von Hindenburg wurde auf dem Schillerplatz in Mainz das Befreiungsdenkmal enthüllt. Anlass war das Ende der alliierten Rheinlandbesetzung, in deren Zuge Mainz von französischen Truppen besetzt war. Das Denkmal mit dem Titel Die Freiheit zeigte eine aus Stein gemeißelte 3,5 bis 4 Meter hohe Frauenfigur mit nacktem Oberkörper. Das Haupt zurückgebeugt, schien die Frau wie erwachend aus schwerer Zeit in eine bessere Zukunft zu blicken, so interpretierte es der Mainzer Anzeiger. Elkans Arbeit stand hier im Kontext einer erwachenden nationalen Begeisterung, die ihn und seine Familie kurze Zeit später aus Deutschland vertreiben sollte. Dabei wurde die Arbeit aufgrund der entblößten Frauenfigur von Anfang an kritisiert. Auch in Mainz begannen kurz nach Abzug der französischen Truppen erste antisemitische Aktivitäten. Das Denkmal wurde bereits Ende März 1933 auf Initiative des kommissarischen Mainzer Oberbürgermeisters Philipp Wilhelm Jung entfernt und später aufgrund seiner politischen Aussage und der jüdischen Herkunft des Künstlers zerstört.

### Exil in England

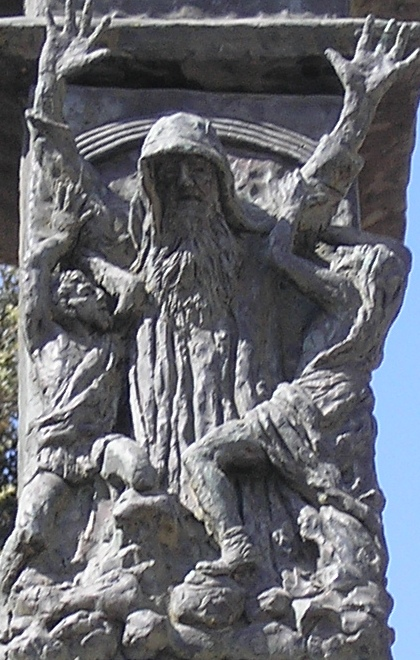
Knesset-Menora, Mose

Unmittelbar nach der nationalsozialistischen Machtergreifung 1933 wurden viele Werke Elkans aus dem öffentlichen Raum entfernt, es folgten Hausdurchsuchungen. Mit einem Schreiben der Reichskulturkammer vom 12. Februar 1935 wurde der Aufnahmeantrag Elkans in die „Reichskammer der Bildenden Künste, Fachverband Bund Deutscher Bildhauer“ abgelehnt „gemäß dem § 10 der ersten Verordnung zur Durchführung des Reichskulturkammergesetzes vom 1. November 1933 (RGBl. I S. 797) …, da Sie Nichtarier sind und als solcher die für die Schaffung deutschen Kulturguts erforderliche Geeignetheit und Zuverlässigkeit nicht besitzen.“ Die weitere Berufsausübung wurde ihm untersagt.
Auch Elkans Familie geriet zunehmend unter Druck. An der Frankfurter Universität begann unmittelbar 1933 ein SS-Sturmbann „V 2 SS“ unter dem Jura-Referendar Georg-Wilhelm Müller, jüdische und politisch missliebige Studenten zu terrorisieren. Elkans Sohn wurde ausgegrenzt und bespitzelt und musste schließlich die Universität verlassen. Wolf Elkan versuchte zunächst, sein Studium in Berlin und Heidelberg abzuschließen, flüchtete aber schließlich über Rom und England in die USA, wohin auch seine Schwester Ursula emigrierte.
Unter dem zunehmenden Druck bereitete Benno Elkan seit 1933 seine Emigration vor. Das genaue Datum der Ausreise nach London ist nicht bekannt. Es gelang ihm, Werke, Modelle und Privatbesitz zumindest zum Teil mitzunehmen. Vermutlich traf er erste Vorbereitungen hierzu bereits bei einem geschäftlichen Aufenthalt in London im Sommer 1933. Die endgültige Ausreise Benno Elkans erfolgte wahrscheinlich um Ende 1934. Vor seiner Emigration hatte er noch Gelegenheit, sich im Falkensteiner Rest Home aufzuhalten.
Elkan wohnte zunächst in einem Atelierhaus in Paddington, später mit der Familie in einem Haus in der Exeter Road 26. Eine Arbeit aus dieser Zeit ist eine Orang-Utan-Gruppe, die heute im Zoo von Edinburgh steht. Schon 1934 beteiligte sich Elkan mit der Büste von John D. Rockefeller an einer Ausstellung der Royal Academy of Arts. 1935 unternahm Elkan eine Reise nach Lausanne. Dort porträtierte er den Schweizer Minister Stucki und den jungen König von Siam (Ananda Mahidol) sowie 1937 den Prinzen Edward of Kent. Die erste Einzelausstellung Elkans in London veranstaltete die Galerie Knoedler im November 1936.
Von London aus beteiligte er sich auch noch einmal an einer Ausstellung in Berlin: 1936 veranstaltete der Kulturbund Deutscher Juden die „1. Reichsausstellung jüdischer Künstler“, auf der auch Werke Elkans gezeigt wurden.
In England erstellte Elkan bronzene Leuchter für die Buckfast Abbey in Devon und weitere Arbeiten im Auftrage des dortigen Abtes. Weitere Leuchter sowie Porträtbüsten bekannter Persönlichkeiten zeigen, dass Benno Elkan in England schnell Fuß fassen konnte. Er porträtierte zum Beispiel Jakob Rothschild und Arturo Toscanini. Zur Erinnerung an Rudyard Kipling gestaltete Elkan 1938 ein großes Bleirelief, das Figuren aus dem Dschungelbuch zeigt. Nachdem Elkans Haus in London 1943 bei einem Bombenangriff beschädigt worden war, bezog er eine Etage im Haus der Psychoanalytikerin Eva Rosenfeld in Oxford. Im selben Jahr entstand die Porträtbüste von dem Ökonomen Lord Beveridge. Nach dem Krieg unternahm Elkan eine längere Reise zu seinen Kindern in den USA.
1949/50 schuf er im Auftrag von Sir Bracewell Smith, Präsident von Arsenal London den „Fighting Cockerel“ (einen Kampfhahn, der in den Greifen einen Fußball hält), das Emblem von Tottenham Hotspur. Die 43 cm große Skulptur schenkte Arsenal London im März 1950 den „Spurs“ als Dank dafür, dass man ab 1941 auf dem Platz von Tottenham trainieren und spielen durfte. Das eigene Sportgelände der „Gunners“ in Highbury hatte damals eine deutsche Brandbombe dem Boden gleichgemacht.

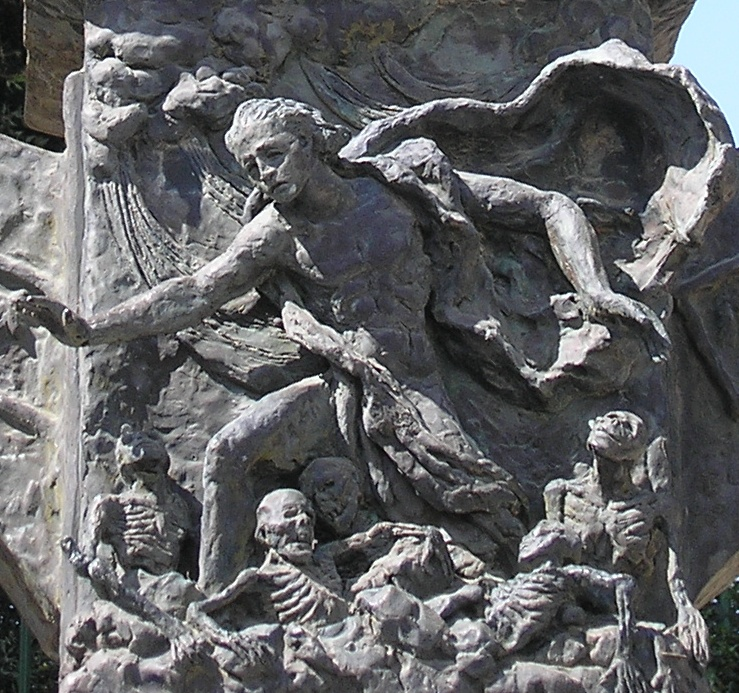
Detail der Menora (Ezechiel)

Anlässlich der Arbeit an dem großen Leuchter für das Parlament in Israel sollen die ersten Teilreliefs dieses Werks in den 50er Jahren in England gezeigt worden sein.

### Reisen und Kontakte nach Deutschland
In den 1950er Jahren reiste Elkan auch nach Deutschland. 1953 organisierte er anlässlich einer Taunusreise eine Ausstellung seiner Werke in Frankfurt im Kunstkabinett von Hanna Bekker vom Rath für das Jahr 1954, die auch in seiner Heimatstadt Dortmund Interesse weckte. 1956 wurde schließlich eine Ausstellung einiger Werke Elkans im Dortmunder Stadthaus eröffnet, die eigentlich geplante große Werkschau mit Katalog scheiterte jedoch. Zudem wurden die Werke nicht, wie von Elkan gewünscht, mit Gemälden von Arthur Kampf gezeigt, sondern mit Reproduktionen von Bernhard Hoetger.
Schon seit dem Kriege verfolgte Elkan die Idee eines Mahnmals für die Bombenopfer. Er schrieb 1955 an den Dortmunder Erich Leue:

„Die Idee gab sich mir während des Krieges ein, als wir, genau wie Sie drüben in Deutschland, vor den Bomben Schutz suchten. […] Ich will […] mit diesem Mahnmal, das keine bestimmte Ideologie glorifizieren und keine Nation gegen die andere ausspielen will, dazu beitragen, die verletzte Würde des Menschen wieder aufzurichten.“

1959 erstellte Elkan ein Tonmodell des Denkmals, von dem Fotos erhalten sind. Es zeigte in den Trümmern aus großen Steinquadern die Leiden der zerschlagenen Opfer. Das Denkmal wollte Elkan zunächst in Frankfurt errichten, was dort nach öffentlichen Diskussionen abgelehnt wurde. Elkans Freund Erich Leue versuchte nun, in Dortmund Interesse für das Projekt zu wecken. Aber auch hier kam es zu keiner Realisierung. Das Gipsmodell des Mahnmals findet sich im Verzeichnis des Nachlasses, es gilt aber heute als verschollen. Als virtuelles Mahnmal wurde es 2020 in Dortmund realisiert.

### Die große Menora

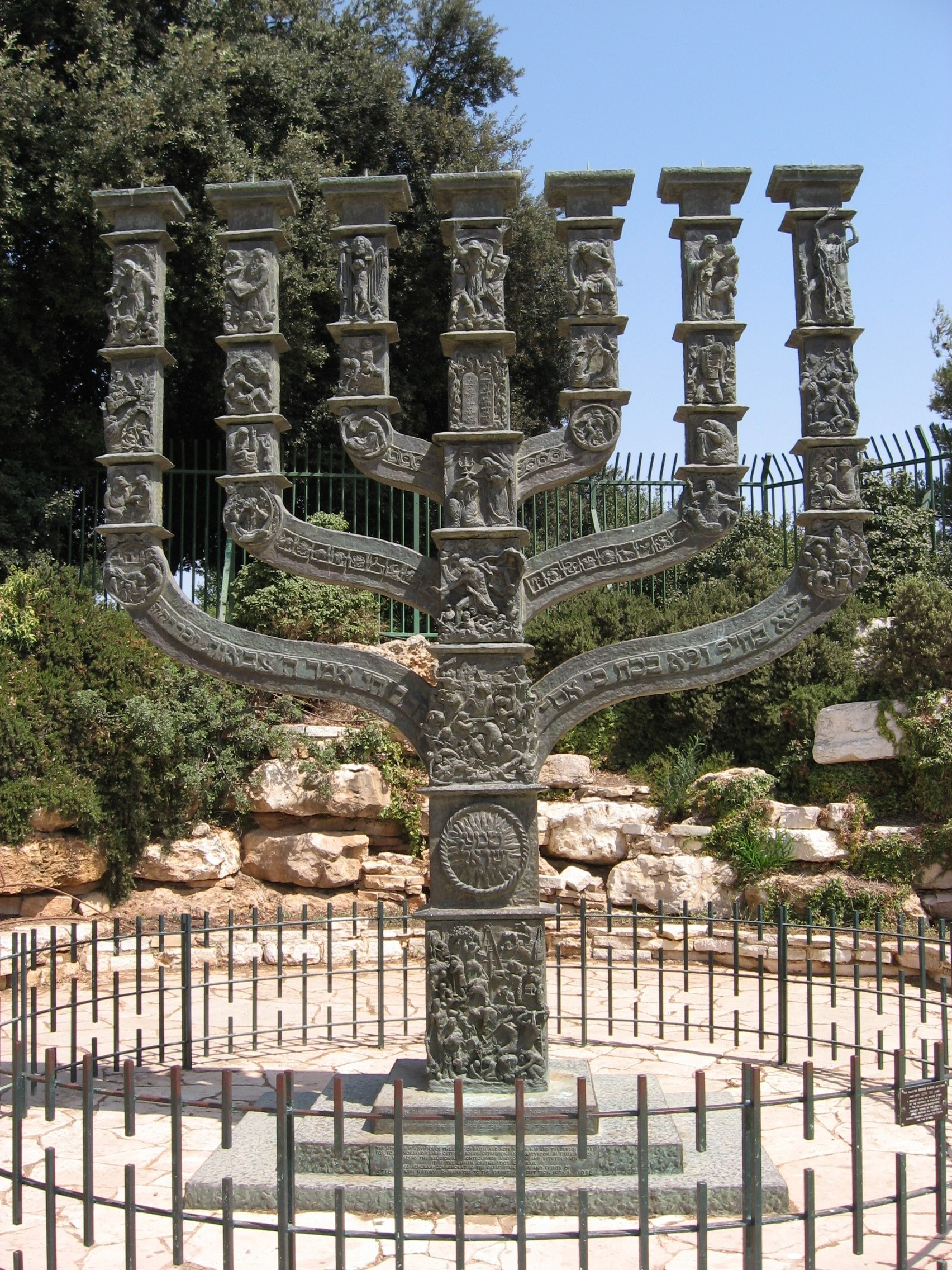
Menora für die Knesset in Jerusalem

### Krankheit und Tod
1957 erhielt Elkan den Orden Order of the British Empire. Nachdem er seit 1956 unter gesundheitlichen Problemen gelitten hatte, starb er 1960 – drei Monate nach seiner Frau – in London. Der Nachlass des Künstlers wurde am 6. November 1960 in 153 Losen vom Londoner Auktionshaus Christie’s versteigert. Dabei erwarb das Dortmunder Institut für Zeitungsforschung einige Stücke, die später dem Museum am Ostwall übergeben wurden. Der Dortmunder Kulturdezernent Alfons Spielhoff stellte eine Anfrage an Christie’s bezüglich der nicht verkauften Stücke. Ende 1961 kaufte das Museum am Ostwall vier Büsten und 52 Zeichnungen an. Einige der Medaillen Elkans überdauerten den Krieg im Cappenberger Museum. 2011 veranstaltete das Museum für Kunst und Kulturgeschichte in Dortmund eine Ausstellung ausgewählter Zeichnungen, Büsten und Medaillen, die auch Fotos von Grabmalen und Skulpturen präsentierte.

„Künstlerisch beherrschte Benno Elkan alle Gattungen von der Porträtbüste bis zur Großplastik, von der Anatomie-Illustration bis zum Grabmal. Er glänzte mit Stücken phantastischer Literatur, Reisebeschreibungen, Libretti.“

## Werk

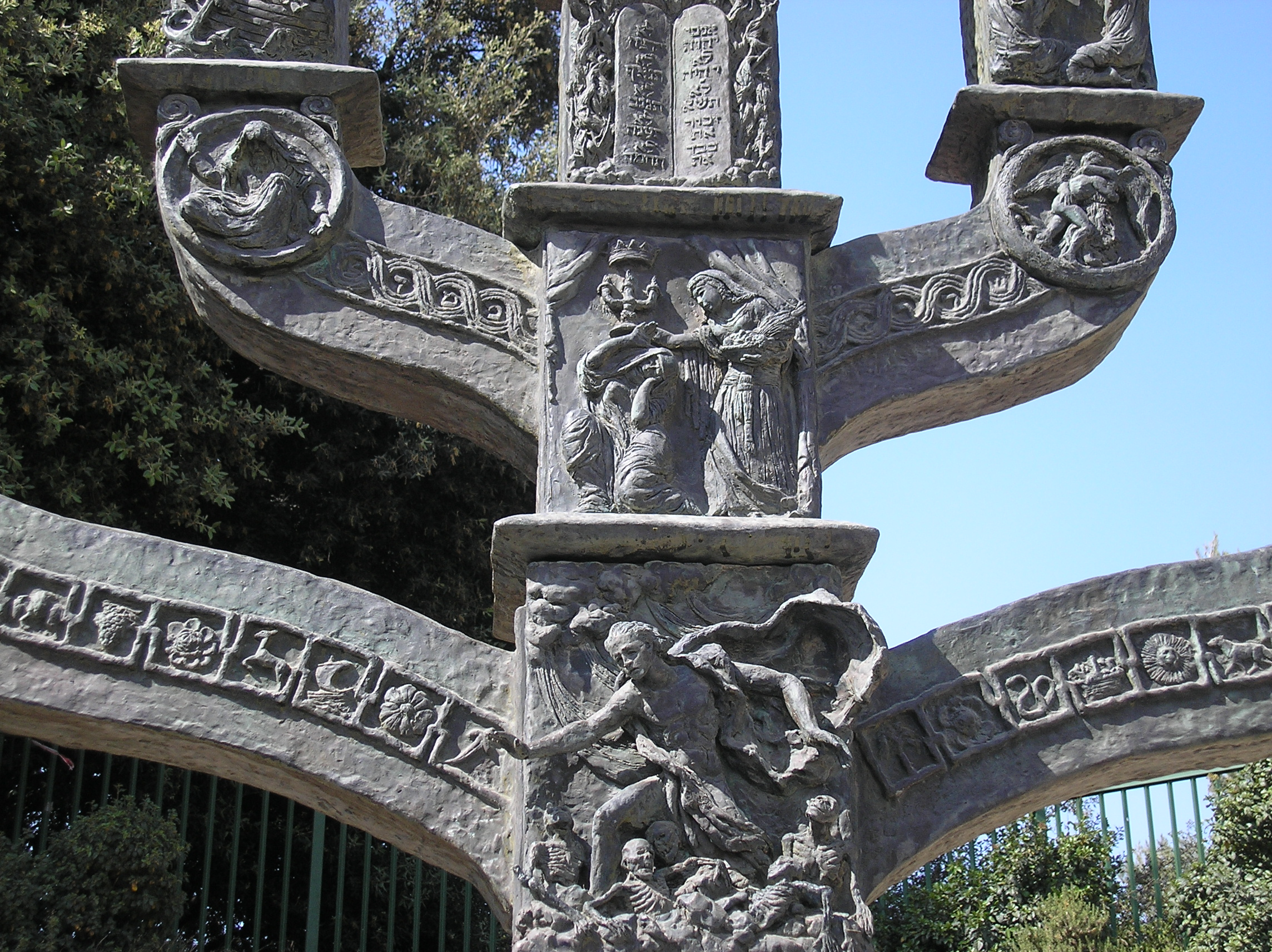
Stamm der großen Menora

Aufgrund des bewegten Lebens Benno Elkans und der Vertreibung durch das NS-Regime sind die Werke weit verstreut, einige Plastiken finden sich in Elkans früherer Heimatstadt Dortmund, vor allem auf dem Ostenfriedhof Dortmund, im Museum am Ostwall und ein Christuskopf mit Dornenkrone, der sich ursprünglich am Grabmal der Familie Feuerbaum auf dem Ostenfriedhof befand, das im Zweiten Weltkrieg zerstört wurde. In der Dortmunder Marienkirche wurden in der Nazi-Aktion „Entartete Kunst“ 1937 aus der Nationalgalerie Berlin (Kronprinzen-Palais) seine Büste Alfred Flechtheims (Bronze, 25 cm, 1912) und aus der Kunstsammlungen der Stadt Düsseldorf die Plastik „Bettler“ beschlagnahmt. Die Flechtheim-Büste wurde vernichtet.
Vor allem durch die Große Menora wird das Interesse am Werk Benno Elkans wachgehalten. Im Jahre 2008 wurden die Motive des Leuchters vor der Knesset in Jerusalem in einer Wanderausstellung „Die Menora – Ein Gang durch die Geschichte Israels“ in Nürnberg, Leer und Nordhorn präsentiert.
Der größte Teil der Werke Benno Elkans ist von Menzel-Severing in einem Katalog erfasst und durchnummeriert worden. Nummerierungen der hier beschriebenen Objekte beziehen sich auf dieses Werkverzeichnis. Die hier vorgestellten Werke sind repräsentative Beispiele, kein vollständiges Verzeichnis. Bei der Auswahl spielten auch die Zugänglichkeit freier Fotografien und die Erwähnung im Artikel eine Rolle.
Menzel-Severing versucht in seiner Dissertation eine Zäsur im Werk Elkans zu verorten und bezeichnet die Arbeiten nach 1940 als „Alterswerk“. Besonders an den Leuchtern zeige sich der Wandel von einer strengen „Formbehandlung zu Gunsten einer spontaneren, malerischen Arbeitsweise.“ Vor allem spiele das Erzählen nun eine wesentliche Rolle.
Vielfach wurde Elkan als Eklektiker charakterisiert. Menzel-Severing erklärt dies zum Teil daraus, dass Elkan keiner Strömung seiner Zeit zuzuordnen sei und zudem eine sehr variable Formsprache entwickelt habe. Heinrich Strauss hat Elkans Eklektizismus als „Folge der Emanzipationsbestrebungen eines jüdischen Künstlers, der nicht mehr eingebettet ist in die kulturelle Gemeinschaft und seinen Weg alleine in einer veränderten Welt finden musste“, verstanden. Trotz aller Unterschiede sieht Menzel-Severing bei Elkan auch Einflüsse des Expressionismus, vor allem in der Betonung des Expressiven, des künstlerischen Ausdrucks bei Elkan. Nach Menzel-Severing entsteht die Formenvielfalt zudem aus der Bewegung zwischen den Gestaltungspolen „Natur oder Vision“.

### Büsten und Skulpturen

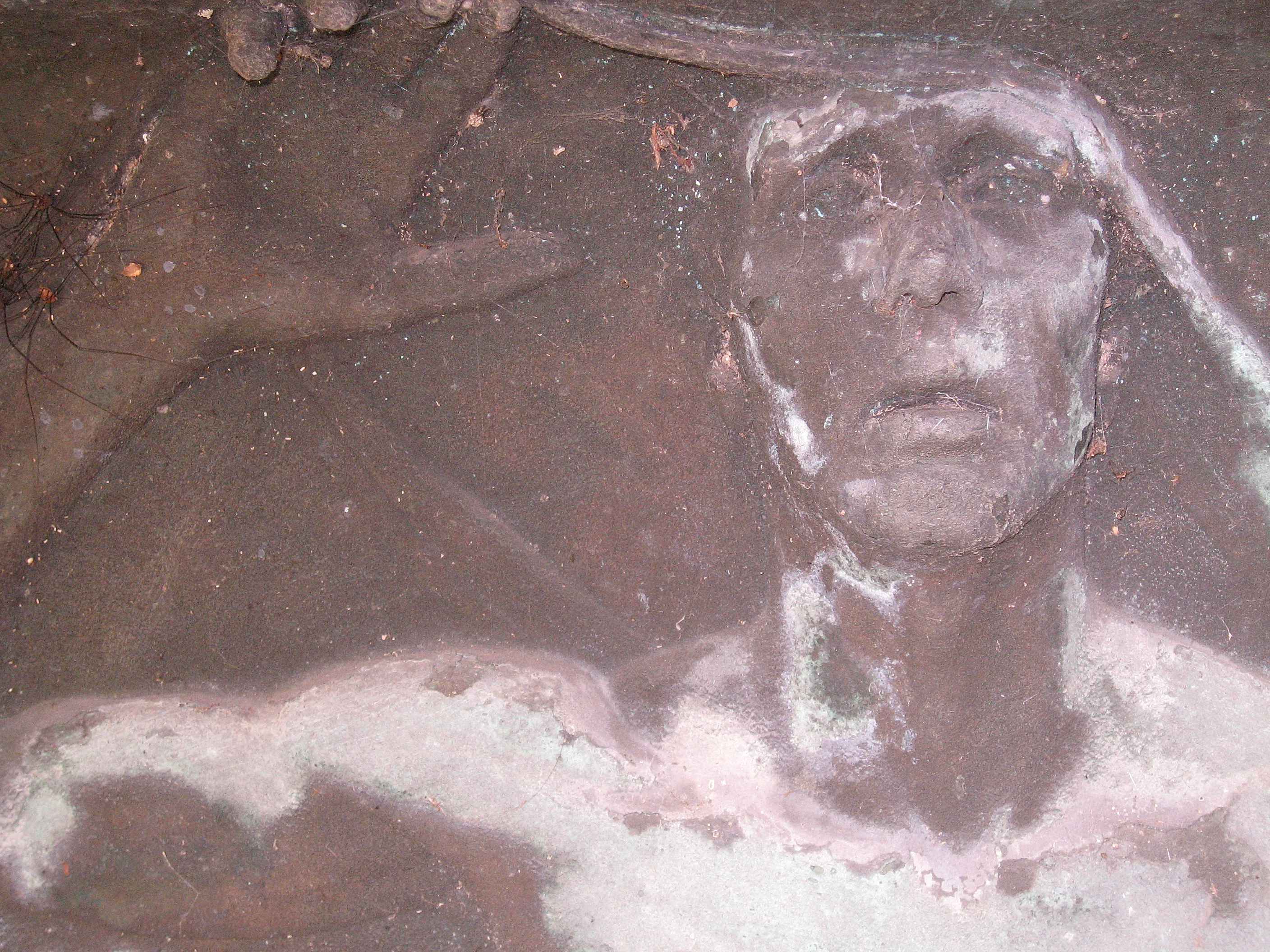
Grabdenkmal „Auferstehung“, Detail

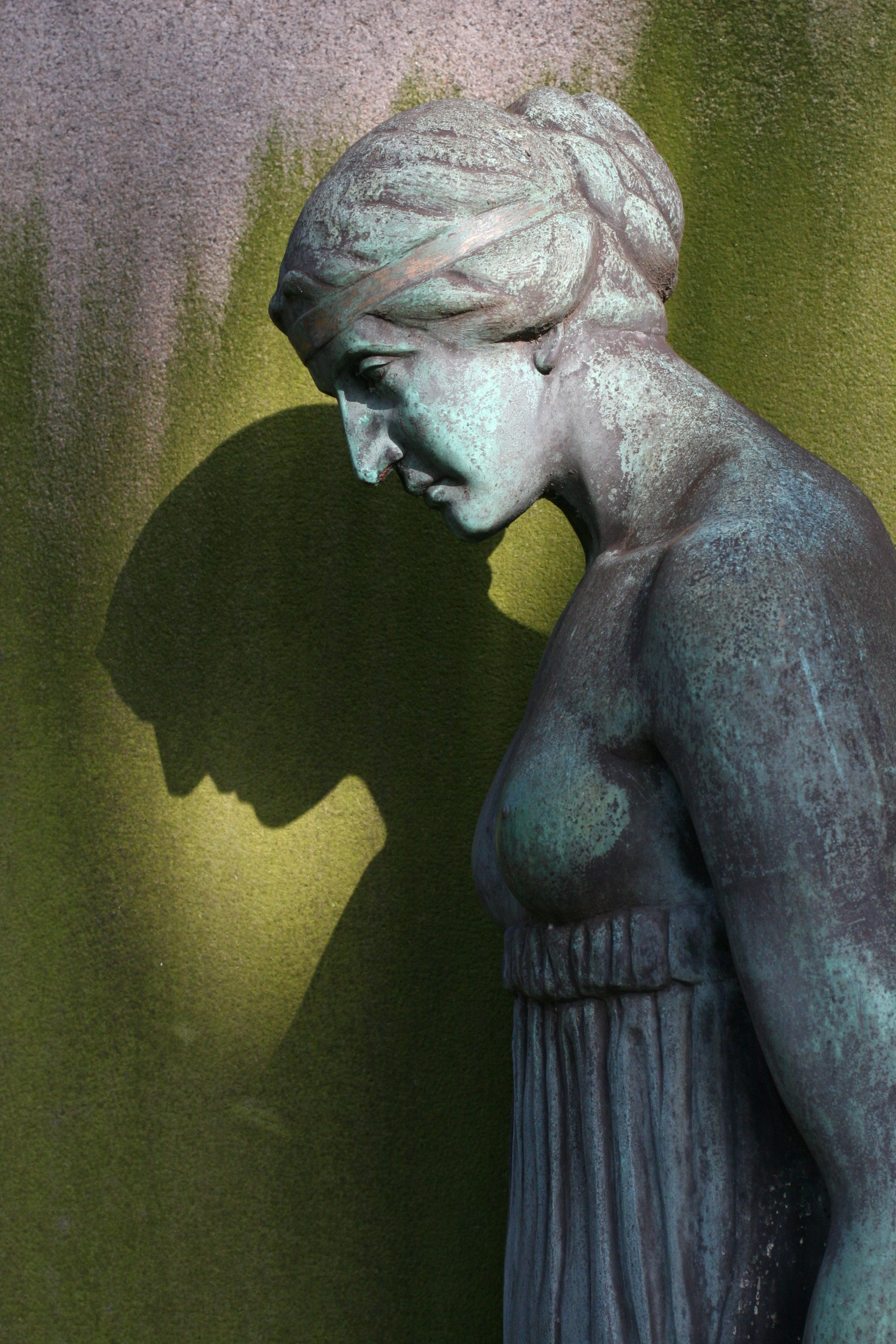
Die Wandelnde, 1904, Ostenfriedhof Dortmund, Wk-Nr. 108

Die Büsten Benno Elkans porträtieren Künstler, Politiker, Industrielle, Militärs, Wissenschaftler und auch lokal bedeutsame Persönlichkeiten. Die hier aufgelisteten Beispiele zeigen, dass es Elkan über Deutschland hinaus gelungen war, sich einen Namen zu machen. Elkan arbeitete viele seiner Büsten nicht in langen Sitzungen mit dem Skizzenblock aus, sondern versuchte in langen Gesprächen, den Charakter des Darzustellenden zu erfassen, und erstellte dann aus dem Gedächtnis in kurzer Zeit ein Tonmodell.
Menzel-Severing spricht bezüglich vieler Porträtbüsten Elkans von „offizieller, fast denkmalhafter Wirkung“ im Stil antiker Kaiserporträts, etwa bei dem Kopf Carl Einsteins oder dem Porträt Rathenaus. Andere Werke Elkans seien weniger bildhauerisch-abstrakt, sondern um „malerisch-plastische“ Details ergänzt, etwa die Büsten von Irmgard Egeling und Anna Richter.

#### 1937 als „entartet“ aus deutschen öffentlichen Sammlungen beschlagnahmte Werke
- Alfred Flechtheim (Porträtbüste, Bronze, Höhe 25 cm, 1912; Nationalgalerie Berlin im Kronprinzenpalais; 1938 in Hamburg auf der Wanderausstellung „Entartete Kunst“ vorgeführt und danach vernichtet.)
- Bettler (Kunstsammlungen der Stadt Düsseldorf; 1937/1938 in den Propaganda-Ausstellungen „Der ewige Jude“ in München vorgeführt. Verbleib ungeklärt.)

#### Weitere Büsten und Skulpturen (Auswahl)
- um 1905: Friedrich Wilhelm Müser, Bronze, 44 cm hoch, für den Sitzungssaal des Harpener Bergbau-Vereins, Museum am Ostwall, Dortmund, Wk-Nr. 1
- 1906: Jules Pascin, Maler und Illustrator, Bronzebüste, 22 cm, Hamburger Kunsthalle, Hamburg
- um 1909: Eugen d’Albert, Komponist und Pianist, Bronzebüste
- 1911: Wilhelm Trübner, Maler, Bronzebüste, verschiedene Ausführungen, u. a.[68] Wk-Nr. 16. Staatliche Kunsthalle Karlsruhe, Städtische Kunsthalle Mannheim, Hamburger Kunsthalle, Städelsches Kunstinstitut, Frankfurt, Museum Wiesbaden, Privatsammlung USA
- um 1911: Carl Einstein, Schwager des Künstlers, Bronzebüste grünlich patiniert, 30,4 cm, unsigniert,[69] Museum am Ostwall, Wk-Nr. 17
- 1912: Alfred Flechtheim, Kunsthändler in Düsseldorf und Berlin, 28 cm. Museum am Ostwall, Dortmund, Wk-Nr. 19
- 1917: Generalfeldmarschall Graf Gottlieb von Haeseler, 32 cm hoch, Museum am Ostwall, Dortmund
- 1922: Liegende, Skulptur einer liegenden Frau, von der Dortmunder Stadtsparkasse angekauft zur Eröffnung der Räume des heutigen Dortmunder Museums für Kunst und Kulturgeschichte 1923, 26 × 117 × 40 cm, Bronze, Wk-Nr. 74
- um 1924: Karl Valentin, Bleibüste, 26,6 cm. Museum am Ostwall, Dortmund, Wk-Nr. 34
- 1925: Walther Rathenau, Bronzebüste, 32 cm.[70] Museum am Ostwall, Dortmund
- 1928: Tatjana Barbakoff, Bronzekopf, Stadtmuseum Landeshauptstadt Düsseldorf[71]
- 1931: Karl Richter, Chefredakteur des Dortmunder Generalanzeigers, 42 cm hoch, Museum für Kunst und Kulturgeschichte Dortmund
- 1931: Karl Herxheimer, Frankfurter Dermatologe, zum 70. Geburtstag[72]
- 1933:  Oberrabbiner J. H. Hertz (Bronze, 42 × 32 × 22 cm; Ben Uri Galerie und Museum London)
- 1933/1934: John Davison Rockefeller sen., Großindustrieller, Bronzebüste, 58,4 cm, Wk-Nr. 54[73]
- 37: Prince Edward of Kent, Wk-Nr. 60[74]
- 1937/1953: Arturo Toscanini[75]
- 1942/1949: Winston Churchill, Bronzebüste, 59,7 cm. Familienbesitz
- 1943: Lord Beveridge, Bronze, befestigt an einem grauen Steinblock mit Inschrift, Balliol College Archives & Manuscripts, Wk-Nr. 71
- 1947/48: Lord Keynes, Wk-Nr. 77
- 1949: Chaim Weizmann, Wk-Nr. 82
- 1949/50: „Fighting Cockerel“

### Medaillen und Plaketten

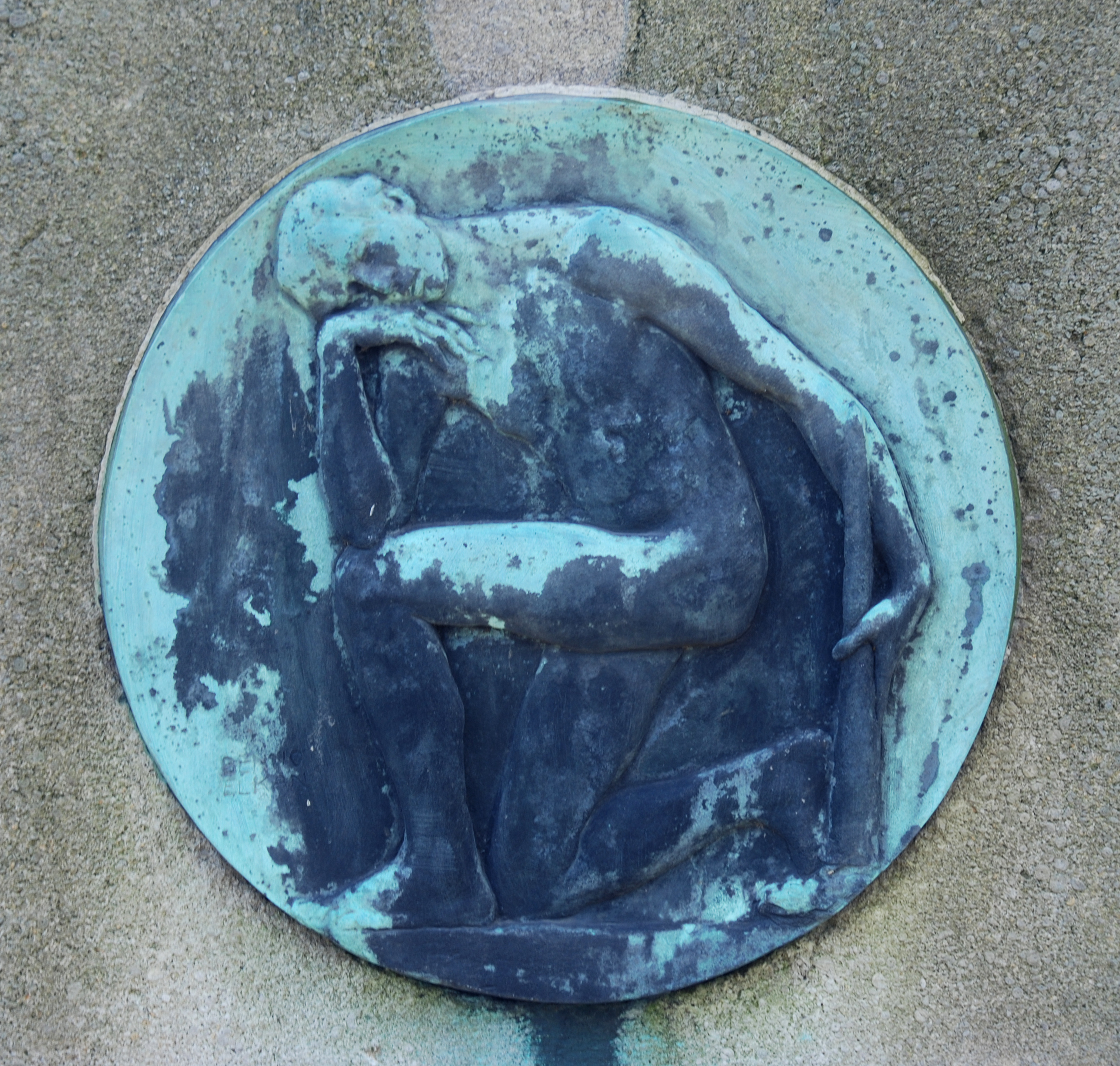
Grabdenkmal „Mann mit erloschener Fackel“

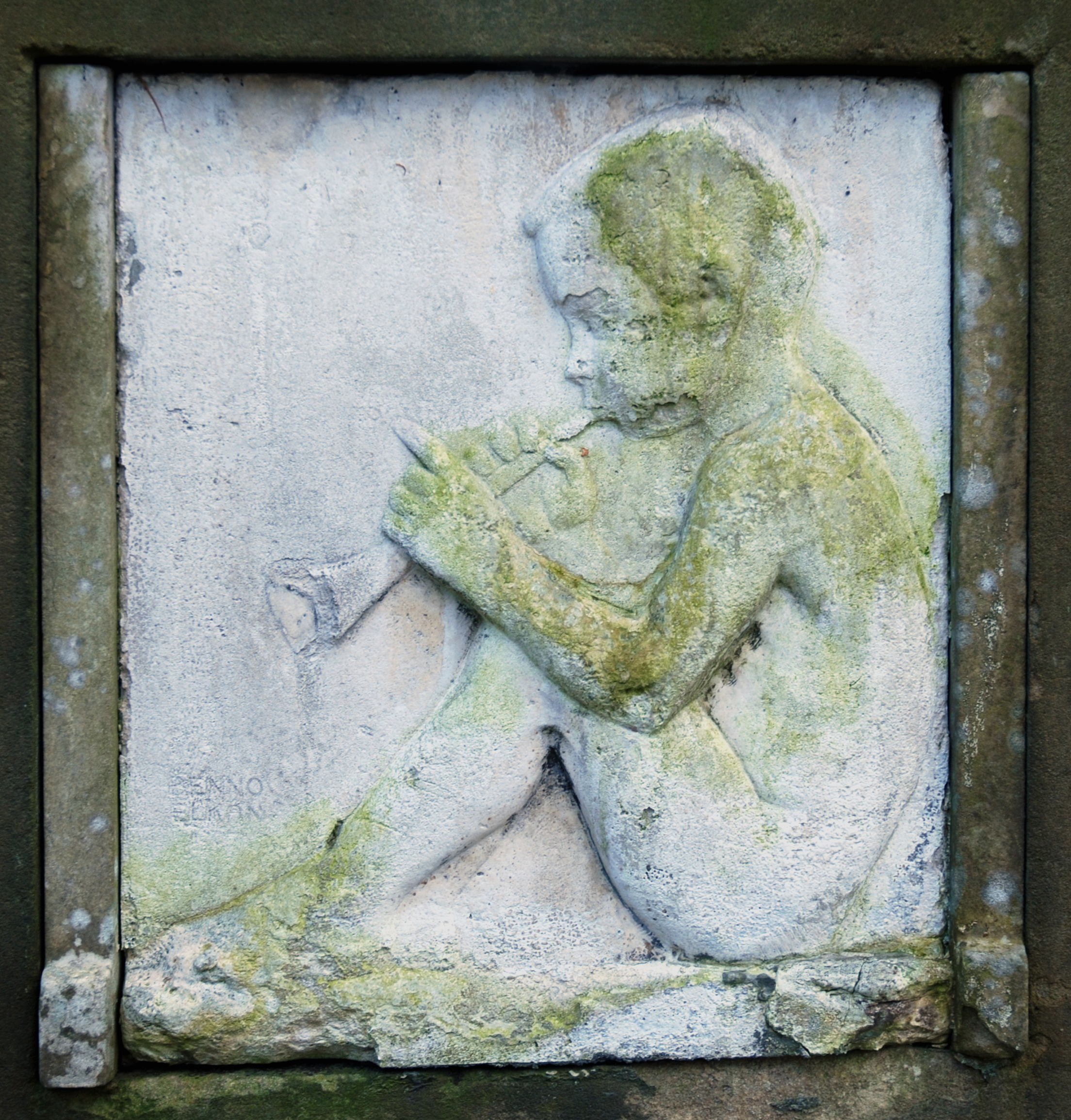
Grabdenkmal „Sitzender, Flöte spielender Knabe“, 1906/1907

Seit 1903 bis in die 50er Jahre interessierte sich Benno Elkan für die Erstellung von Medaillen, seit 1905 erhielt er regelmäßig Aufträge auf diesem Gebiet, einem im 20. Jahrhundert eher seltenen Betätigungsfeld für bildende Künstler. Elkan nahm erfolglos am Wettbewerb für die Geldmünzen von 1908/9 teil. Er gestaltete Medaillen in verschiedenen Formaten von Geldstück- bis Handtellergröße. Die Medaillen sind Menschen aus Politik und Kunst gewidmet, teilweise auch Dortmunder Persönlichkeiten.
Menzel-Severing führt Elkans frühes Interesse an Medaillen auf seine Anfänge als Maler und Zeichner zurück und sieht die Miniaturreliefs als Übergang zur Skulptur. Elkans Medaillenkunst fand früh Anerkennung, Experten urteilen durchweg positiv: „Unter den Künstlern, die in dieser Zeit beginnen, sich der Gussmedaille zu widmen, ist Benno Elkan … wahrscheinlich der Größte.“
- 1904: Carl Schäfer, Professor an der Akademie der Künste in Karlsruhe, Bronze, 9,9 cm, Museum am Ostwall
- 1904: Hans Thoma, einseitiger Bronzeguss, brüniert, 8,9 cm, 298 g, Umschrift: HANS THOMA – MCMIV, Kunsthalle Bremen
- um 1905: Mudding Richter, einseitiger Bronzeguss, brüniert, 9,1 cm, 176 g, Umschrift: MUDDING – RICHTER, von der Kunsthalle Bremen erworben 1909
- um 1904: Gustav Wendt, einseitiger Bronzeguss, brüniert, 9,1 cm, 398 g, Umschrift: GEH.RAT Dr. – G. WENDT, von der Kunsthalle Bremen erworben 1909, Wk-Nr. 150
- 1906: Ludwig Dill, Maler in Karlsruhe, Bronze, 8,1 cm, Museum am Ostwall
- 1906: Maurice Rouvier, französischer Ministerpräsident, Bronze, 7,7 cm, Museum am Ostwall
- um 1906: Armand Fallières, Präsident der französischen Republik, Bronze, 7,8 cm, Museum am Ostwall
- vor 1909: Émile Combes, Präsident des frz. Ministerrats (7. Juni 1902–24. Januar 1905), zweiseitiger Bronzeguss, brüniert, 9,3 cm, 444 g, erworben 1909 von der Kunsthalle Bremen
- vor 1909: Max Laeuger, einseitiger Bronzeguss, brüniert, 8,0 × 7,6 cm (achteckig), 188 g, erworben von der Kunsthalle Bremen 1909
- vor 1909: Albert Bürklin, Politiker und langjähriger Abgeordneter der Nationalliberalen Partei im Reichstag, Generalintendant des Karlsruher Hoftheaters, einseitiger Bronzeguss, brüniert, 9,7 cm, 303 g, Umschrift: GEN: INTEND.EXC.DR.ALB.BÜRKLIN, 1909 erworben von der Kunsthalle Bremen, Wk-Nr. 147
- 1909: Hans Thoma, Maler, Professor an der Akademie der Künste in Karlsruhe 1899–1919, 8,3 cm, Museum am Ostwall, Wk-Nr. 154[80]
- 1910: Heinrich Kirchhoff, für den Elkan auch das Grabdenkmal schuf (s. u. Persephone), Dortmunder Bürger, Bronze 9,8 cm, Museum am Ostwall
- 1911/12: Gustav Mahler, Komponist, Bronze, 12,7 cm, Vorderseite Profil links, Aufschrift GUSTAV MAHLER, Rückseite nackte Figur, die vom Feuer verzehrt wird, eine Allegorie auf Mahlers frühen Tod, Museum am Ostwall
- um 1912: Wilhelm Leibl und Johann Sperl, beide Maler, Plakette, Bronze 8,6 × 9,1 cm, Museum am Ostwall
- 1914: Frank Wedekind, Schriftsteller, Bronze, 8,3 cm, auf der Rückseite Pegasus auf Kugel, Signatur Benno Elkan, Museum am Ostwall
- um 1915: General Mackensen, Profil, Blick nach links, 7,9 cm, Gusseisen, rechts vom Profil signiert, Rückseite männliche Gestalt mit Hammer, Aufschrift MACKENSEN
- 1922: Gerhart Hauptmann, zweiseitiger Bronzeguss, brüniert, 13,5 cm, 1107 g, Aufschrift (Avers): 1922 GERHART HAUPTMANN, Vorder- und Rückseite BENNO ELKAN, Kunsthalle Bremen
- 1924: Hedwig Elkan, geb. Einstein, Widmung „MEINE LIEBE FRAU“, Vorderseite Porträt im Profil, Rückseite weibl. Akt mit Leier, Bronze, 11 cm, Museum am Ostwall
- 1925: Friedrich Ebert, der erste deutsche Reichspräsident, Bronze 12,6 cm, Rückseite Fahnenträger, Staatliche Museen zu Berlin – Münzkabinett, ausgestellt im Bode-Museum, Wk-Nr. 255
- 1925: Louis Hagen, Bankier und Präsident der IHK Köln, Rückseite Hermesfigur, Bronze 10 cm, Museum am Ostwall
- 1925: Richard von Schnitzler, Bankier, Industrieller (I.G. Farben), Mäzen, Bronze, 12 cm, Museum am Ostwall
- 1927: Bronzemedaille zum 400-jährigen Bestehen der Philipps-Universität Marburg. Brustbild des Landgrafen Philipp von Hessen halblinks, Burg über stilisierter Stadtansicht, 4,6 cm, Umschrift Vorderseite: PHILIP.LANDGRAF.ZU.HESSEN, Rückseite: PHILIPPS-UNIVERSITÄT MARBURG 1527 1927
- 1931: 30 Medaillen für die Plakette der Medizinischen Fakultät der Universität Frankfurt, Silber, Vorderseite Karl Weigert und Paul Ehrlich, Rückseite Inschrift: Die Medizinische Fakultät der Universität Frankfurt am Main dem Förderer der Wissenschaften, Name des Geehrten
- 1931: Medaille zum 50. Geburtstag von Alfons Paquet im Auftrag der Stadt Frankfurt[81]
- 1944: Carl Flesch, Violinist

### Denkmale

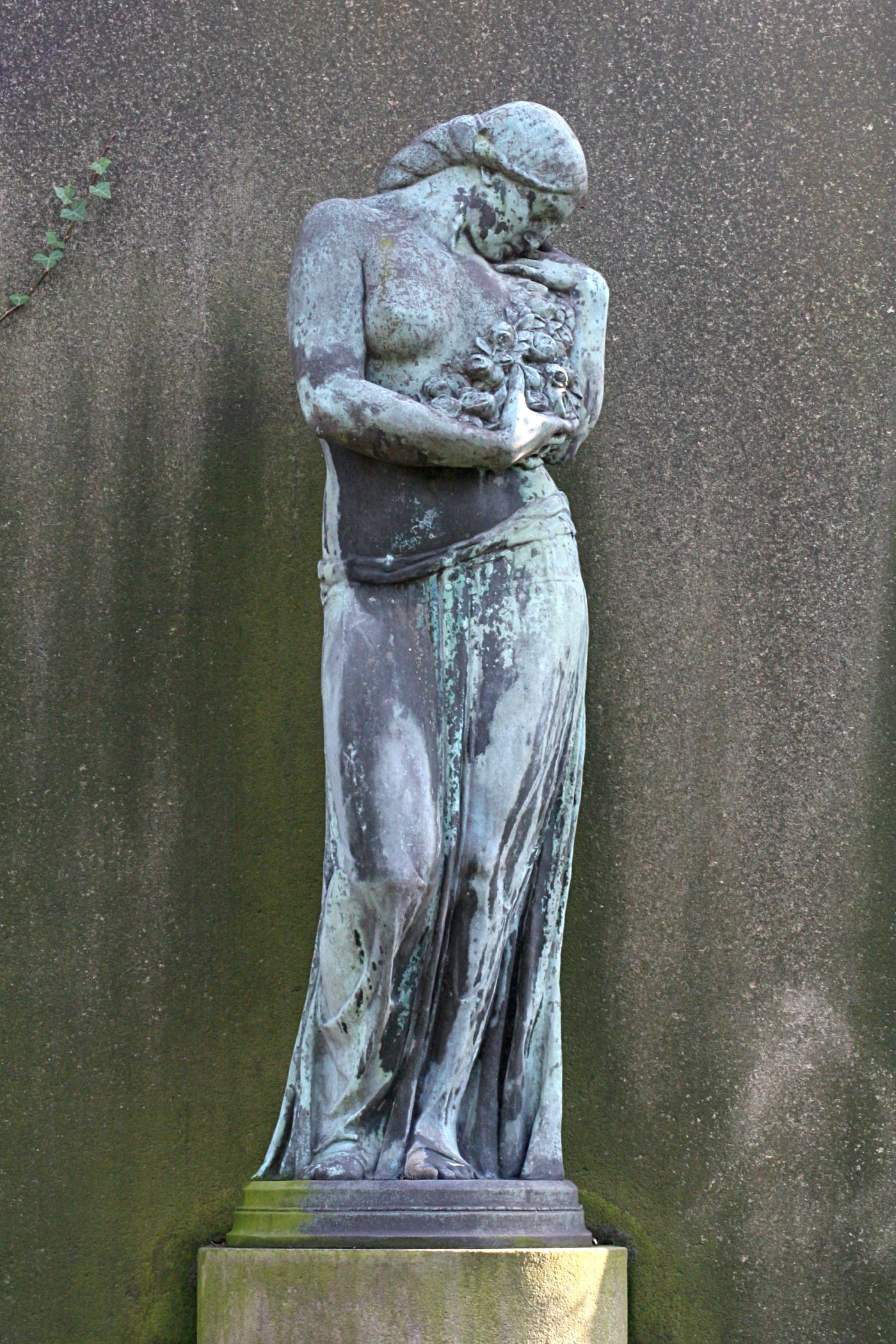
Persephone, Denkmal auf dem Dortmunder Ostenfriedhof

Bis auf zwei Grabmale in England stammen Benno Elkans Grabdenkmale aus der Zeit vor 1927. Bis zu diesem Zeitpunkt war Elkans Tätigkeit auf diesem Gebiet derart umfangreich, dass man in Frankfurt in Abwandlung des bekannten Sprichworts gewitzelt haben soll: «de mortuis nihil nisi Benno» (Über die Toten nur Benno). Die Denkmale zeigen, wie etwa der Dortmunder Christuskopf oder das Grabmal „Bergpredigt“ auf dem Burgfriedhof in Bad Godesberg, teilweise auch christliche Motive. Typisch für die Bildsprache der Grabdenkmale Elkans sind aber eher konventionelle Symbole des Todes, etwa der Schlaf, die erloschene Fackel, Urnen, der letzte Weg usw. Teilweise wird auch der Verstorbene in Form einer Büste oder Medaille dargestellt.
Trotz dieser konventionellen Ikonografie waren die Grabdenkmale künstlerisch vor allem deshalb innovativ, weil sie Trauer und Tod mit weiblicher Sinnlichkeit konfrontierten. Besonders deutlich wird die Umsetzung dieser Ambivalenz in Elkans Figur der Persephone aus dem Jahre 1908. Die Figur zeigt zugleich die üppige Weiblichkeit der Tochter der Fruchtbarkeitsgöttin Demeter, sowohl in ihrer Haltung mit der hervorgehobenen Linie der Hüfte als auch im Symbol der Früchte, die sie in den Händen hält, aber drückt auch Trauer und Versunkenheit aus. Typisch für die Bildsprache Elkans ist auch der zur Seite geneigte Kopf der Frauenfigur und die dadurch hervorgehobene Halslinie.
Menzel-Severing weist auf die geometrischen Grundstrukturen vieler Elkan-Denkmale hin, die er auf den Einfluss der Theorie von der «einfachen Volumendarstellung» des Bildhauers Adolf von Hildebrand zurückführt. Oft erschienen die Figuren Elkans in einem klar umgrenzten, rechteckigen Raum. Zudem seien die Figuren selbst oft durch klare Diagonalen – etwa die Linie Schulter, fast überdehnter, zur Seite geneigter Hals, Kopf – gekennzeichnet. H. K. Zimmermann hatte dies bereits 1921 für Elkans „Heldenklage“ aufgewiesen: „Die zusammengedrängten Glieder des mächtigen Körpers scheinem von einem Viereck straffer Umrißlinien umspannt…“ Menzel-Severing spricht in Bezug auf das Völklinger Denkmal von „Blockhaftigkeit“.
Betrachtet man die Abbildungen der Denkmale und vor allem der Reliefs im öffentlichen Raum, wird der schlechte Zustand der Kunstwerke sehr deutlich. Einige der Werke Elkans auf dem Dortmunder Ostfriedhof werden nicht mehr viele Jahre überdauern.
- Grabmale auf dem Ostenfriedhof Dortmund
  - Wandelnde, 1904, Inschrift: „UND DIE RICHTIG VOR SICH GEWANDELT HABEN / KOMMEN ZUM FRIEDEN JESAIA 57 2“, laut Menzel-Severing beeinflusst von „neubarocken Vorbildern der Begas-Schule“[87]
  - Relief „Kauernde“, 52 cm × 47 cm, 1905, signiert, Grabstätte Alex Mendelsohn
  - Christuskopf für das Grabmal der Familie Feuerbaum, heute in der Dortmunder Marienkirche
  - Auferstehung, 1905, Inschrift: „SIE SCHALLT DIE POSAUNE/DIE TOTEN ERSTEHN“, 78 cm × 112 cm, Signatur: „BENNO/ELKAN/PARIS/05“, Gießerei ALEXIS RUDIER FONDEUR PARIS[88]
  - Sitzender, Flöte spielender Knabe, 1906/1907, Grabstätte Hermann Weeck, Marmor, 41 cm × 33,5 cm, signiert, Wk-Nr. 112[89]
  - Grabmal Familie Melcher, 1908, früher mit Büste von G. A. Melcher (Bronze, 50 cm hoch, entfernt), Aufbauten des Grabmals aus Muschelkalk, Relief aus römischem Travertin, 84 cm × 105 cm, stark verwittert, Wk-Nr. 114[90]
  - Persephone, 1908, Grabstätte Heinrich Kirchhoff auf dem Ostenfriedhof Dortmund, ca. 200 cm, unsigniert, Wk-Nr. 115; 1910 polychrome Fassung aus „verschiedenen Steinsorten, Marmor und Halbedelstein, … Hausflur des Apáczaci Csere János Utca 3, Budapest“[91], letztere Wk-Nr. 10
  - Todesgang, 1910, Wk-Nr. 118
  - Kniender Mann mit erloschener Fackel, 1910
  - Ruhende, 1910 (verschollen), Wk-Nr. 123[92]
- um 1910 Grabmal Adolf Hirsch auf dem Karlsruher Hauptfriedhof (Bronzeplakette identisch mit dem Grabmal Schmidt in Dortmund), Grabmal nicht mehr vorhanden[93]
- 1913/1914 „Heldenklage“, dunkelgrüner, polierter Granit, 1920 in Frankfurt am Main als Denkmal für die Opfer des Ersten Weltkriegs aufgestellt, Wk-Nr. 25,[94] 1933 von den Nationalsozialisten entfernt; Die Skulptur erhielt sich zufällig trotz geplanter Zerstörung im Betriebshof der Städtischen Straßenreinigung. Am 18. April 1946 wurde das Denkmal wieder am ursprünglichen Standort aufgestellt.[95]
- 1919: Grabmal für Frank Wedekind, Pegasus auf Kugel balancierend auf Säule, Wk-Nr. 67[96]
- 1925: Mahnmal für die Opfer des Ersten Weltkrieges auf dem Völklinger Ehrenfriedhof, Figur „die Trauernde“ auf Sockel mit der Inschrift „ALLEN OPFERN“, enthüllt am 7. Juni 1925, 1935 von den Nationalsozialisten zerstört, Wk-Nr. 77[97]
- 1927: Grabmal Hans Thoma (Sandstein / Bronze), Putten und Monogramm von Konrad Taucher, Karlsruher Hauptfriedhof[98]
- 1930: Mainz, Schillerplatz, Denkmal zur Befreiung der Rheinlande, Wk-Nr. 49, symbolisiert durch eine erwachende, sich erhebende Frau (am 1. Juli 1930 von Reichspräsident Hindenburg enthüllt, 1933 von den Nationalsozialisten abgerissen, auf einer Rheinaue zwischengelagert und später gesprengt)[42]
- 1938: Orang-Utan-Gruppe, Edinburgher Zoo[99]
- 1939: Moglie’s Dschungelfreunde, Windsor[100]
- 1939: Der alte und der neue Bund, Westminster Abbey, London
- 1959: Mahnmal für die wehrlosen Opfer des Bombenkriegs (Entwurf nicht ausgeführt, nur Fotos von einem Tonmodell erhalten, vgl. Abschnitt Virtuelles Denkmal)

### Leuchter

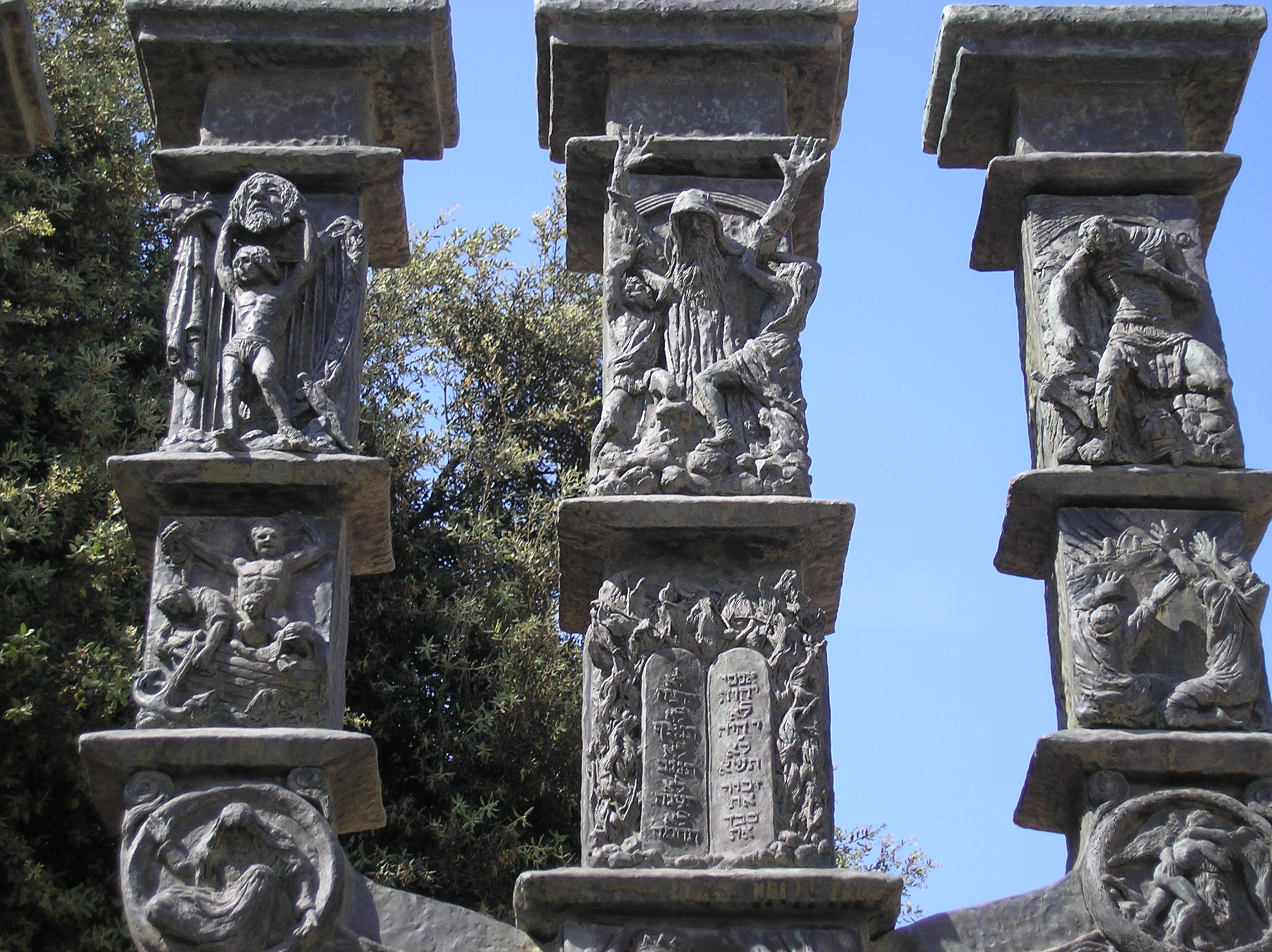
Menora vor der Knesset, Detail

Von 1921 bis 1956 schuf Benno Elkan insgesamt zehn siebenarmige Leuchter (Menorot), darunter sein bekanntestes Werk, die große Menora vor dem israelischen Parlament (der Knesset) in Jerusalem. Dabei arbeitete Elkan nur in einem Fall direkt für eine Synagoge, mehrere Arbeiten entstanden für christliche Institutionen wie die Westminster Abbey oder die Buckfast Abbey, was sich auch in der Darstellung von Szenen aus dem Neuen Testament niederschlug.

„Wenn alles vergessen wäre, würde ich überleben als der Schöpfer dieser seltsamen figurentragenden Leuchter.“

- 1921–1931: Leuchter des Alten Testaments, 2 m hoch, 2,20 m breit, 32 Einzelfiguren, Bronze, Guss in Frankfurt, Wk-Nr. 310, 1939 von einem Mitglied des Oberhauses der Westminster Abbey geschenkt, vorher mehrfach in Deutschland und England ausgestellt[103][104]
- um 1925: „Die fünf Makkabäer“, 68,6 cm hoch, neun Kerzen, signiert, Sammlung Alexander Margulies, London, Wk-Nr. 311; sowie Sammlung Jüdisches Museum Frankfurt[105]
- 1927: zwei Leuchter und schmiedeeisernes Gitter am Rednerpult für die Synagoge in Bruchsal, Wk-Nr. Gitter 312[106]
- 1934: Leuchter für die King’s College Chapel in Cambridge, Wk-Nr. 313
- 1936: „Die vier Kardinaltugenden“, Buckfast Abbey, 251 cm hoch, Wk-Nr. 314
- 1938: „Verkündigung“, New College Chapel Oxford, 1,06 m, 0,62 m breit, Wk-Nr. 315
- 1942: Leuchter des Neuen Testaments, Westminster Abbey, Höhe 1,83 m, Breite 2,13 m, 31 Figuren, Wk-Nr. 317
- 1943–1945: „Der Davids-Leuchter“, neunarmiger Leuchter, Bronze, 2,14 m hoch, Verbleib unbekannt, Wk-Nr. 318
- 1944/1945: „Die vier Propheten“, Buckfast Abbey, Bronze, 2,52 m hoch, Wk-Nr. 319
- 1949–1956: Knesset-Menora, Jerusalem, 4,47 m hoch, 3,65 m breit, 29 Reliefs, Wk-Nr. 320[107]

### Publikationen und Zeichnungen

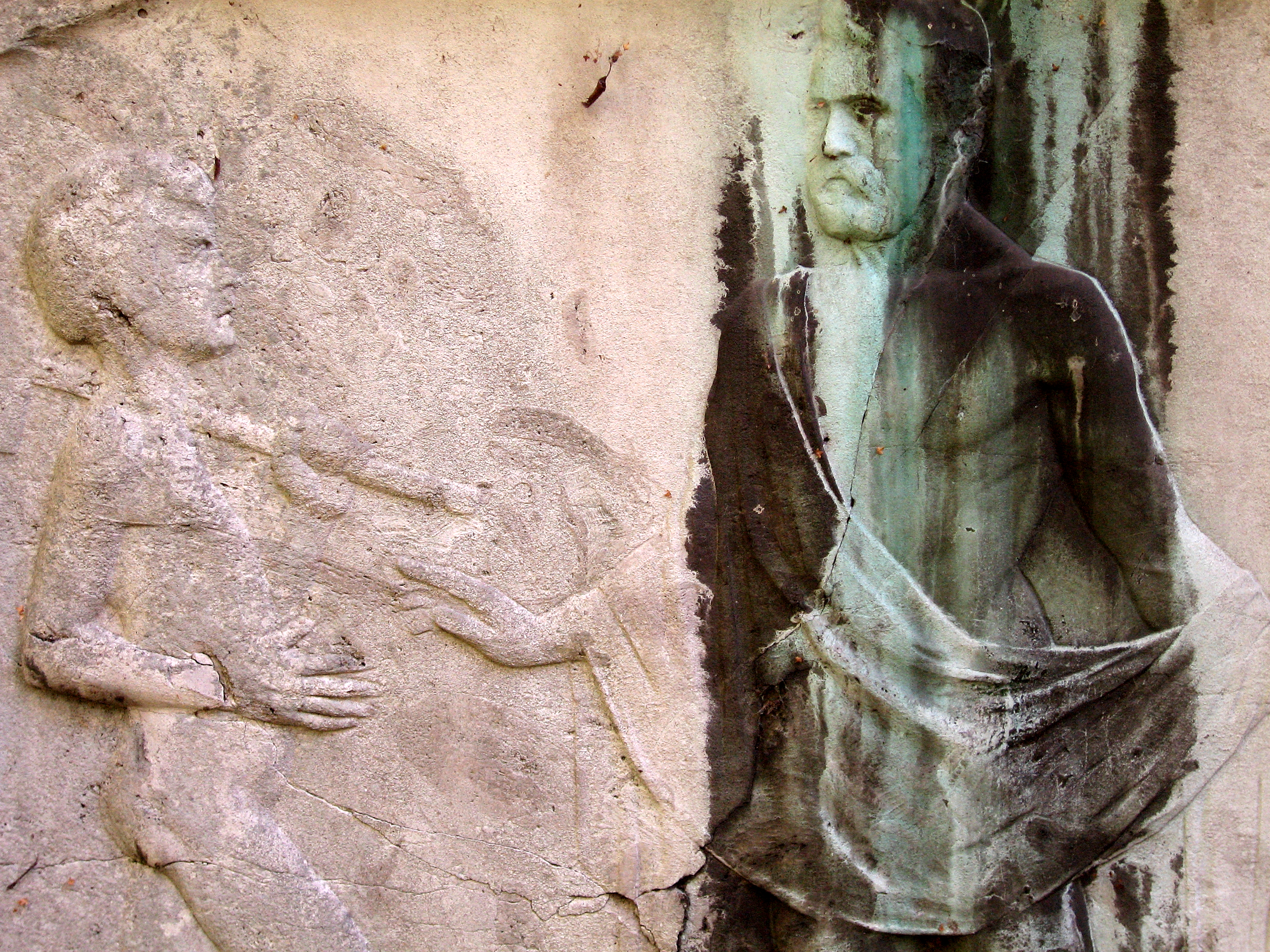
Grabmal Familie Melcher

- Polnische Nachtstücke. Mit Federzeichnungen des Künstlers, Delphin Verlag, München 1918.
- Bernhard Fischer: Der Sektionskurs. Kurze Anleitung zur Pathologisch-Anatomischen Untersuchung menschlicher Leichen. (unter Mitwirkung von E. Goldschmid, Prosektor und Benno Elkan, Bildhauer; mit 92 zum Teil farbigen Zeichnungen) J. F. Bergmann, Wiesbaden 1919. Zeichnungen von Benno Elkan
- Die große Reise der Tante Klementine. Erzählt und mit vielen Bildern ausgestattet von Benno Elkan, Althoff Verlag, Leipzig 1921.
- Römer-Maske. Eine Festschrift phantastischer Satire und satirische Phantasie. Frankfurt am Main 1925. (124 S. mit zahlreichen, teils farbigen Abbildungen und Zeichnungen; „Aus Anlaß und zur Erinnerung an den Maskenball der Farbe. Veranstaltet vom Bunde tätiger Altstadtfreunde und unter dem löblichen Präsidium des Stadtkämmerers Doctor Heinrich Anastasius Langer in sämtlichen Räumen des ehrwürdigen Tanzhauses Germaniae im Römer der Stadt Frankfurt am Main am 21. Februar 1925.“)
- Spanien gesehen von einem Künstler. Mit 32 Federzeichnungen des Verfassers, Delphin-Verlag, München 1926.
- Libretto zu dem Musikmärchen Die Prinzessin auf der Erbse von Ernst Toch (1887–1964), nach Hans Christian Andersen. B. Schott Söhne, Mainz 1927[108], Uraufführung am 17. Juli 1927 in Baden-Baden (Im Repertoire der Kinderoper Köln 2008)

## Ehrungen
- In seiner Geburtsstadt Dortmund wurde im April 2016 eine Straße am Dortmunder U zwischen Ritterstraße und Emil-Moog-Platz nach Elkan benannt, die Benno-Elkan-Allee. Sie erinnert an den Bildhauer und Fußballpionier, wie es auf dem Straßenschild heißt. Ehrengast der offiziellen Einweihung war Beryn Hammil, die in den USA lebende Enkeltochter von Benno Elkan. Unter den Teilnehmern war auch Reinhard Rauball, der Präsident des Fußballvereins Borussia Dortmund.[109]

## Virtuelles Denkmal: Mahnmal für die wehrlosen Opfer des Bombenkriegs
Beryn Hammil, die in den USA lebende Enkeltochter von Benno Elkan, war Ehrengast zur offiziellen Einweihung der Benno-Elkan-Allee im Jahr 2016. Dort regte sie die Vollendung des 1959 begonnenen Mahnmal für die wehrlosen Opfer des Bombenkriegs unter dem Titel Bennos Traum an. Von Ullrich Sierau, dem Oberbürgermeister der Stadt Dortmund gebeten, machten sich Gerd Kolbe, ehemaliger Leiter des Dortmunder Presseamts, und Wolfgang E. Weick, ehemaliger Leiter des Dortmunder Museums für Kunst und Kulturgeschichte, auf die Suche nach Möglichkeiten der Verwirklichung. Sie fanden die Unterstützung von Professor Heinrich Müller vom Lehrstuhl für Graphische Systeme, Informatik VII, der Technischen Universität Dortmund und Markus Rall, CEO der Firma viality, einem Full-Service-Provider für die Konzeption und Realisierung digitaler Informationssysteme im Dortmunder Technologiezentrum. Beide Teams arbeiteten ein Jahr lang ehrenamtlich mit Hilfe photogrammetrischer und anderer grafischer Programme an der Umsetzung dieser Idee.
Am 140. Geburtstag Elkans im Dezember 2017 konnte Oberbürgermeister Ullrich Sierau erklären, dass „Bennos Traum“ in Dortmund in Erfüllung gehen kann: Das Mahnmal wird computergestützt entstehen und als 3-D-Rekonstruktion in Augmented Reality (AR) präsentiert werden, sichtbar mit Spezialbrillen und modernen Smartphones und Tablets. Als Projektträger stellte sich der Historische Verein für Dortmund und die Grafschaft Mark mit dem Vorsitzenden Altbürgermeister Adolf Miksch zur Verfügung, als Sponsor wurde die Sparkasse Dortmund mit ihrem Vorstandsvorsitzenden Uwe Samulewicz gewonnen.
Am 31. August 2018 wurde das modernste Denkmal Deutschlands der Öffentlichkeit im Orchesterzentrum NRW vorgestellt.
Das Museum für Kunst und Kulturgeschichte in Dortmund zeigt die 3-D-Rekonstruktion des Mahnmals in der 4. Etage der Ausstellung.